# Armorial des communes de l'Aude
- quelques blasons ne sont pas référencés.

Cette page donne les armoiries (figures et blasonnements) des communes de l'Aude.

(0 dessin(s) en attente.)
- Haut – A
- B
- C
- D
- E
- F
- G
- H
- I
- J
- K
- L
- M
- N
- O
- P
- Q
- R
- S
- T
- U
- V
- W
- X
- Y
- Z

## A
| Blason de Aigues-Vives | Blason  | Barré d'or et de sinople de quatre pièces.       |
| Blason de Aigues-Vives | Détails | Le statut officiel du blason reste à déterminer. |

| Blason de Airoux | Blason  | D'azur à trois pals d'argent, au chef du même.                                    |
| Blason de Airoux | Détails | (1696) Le statut officiel du blason reste à déterminer. Auteur(s)Charles d'Hozier |
| Blason de Airoux | Alias   | D'azur au chef-pal d'argent.                                                      |

| Blason de Ajac | Blason  | D'or aux deux barres de gueules, au chef du même.                          |
| Blason de Ajac | Détails | Le statut officiel du blason reste à déterminer. Auteur(s)Charles d'Hozier |

| Blason de Alaigne | Blason  | D'argent au lion léopardé de gueules accompagné de trois croissants du même. |
| Blason de Alaigne | Détails | Le statut officiel du blason reste à déterminer.                             |

| Blason de Alairac | Blason  | D'or au pal en trapèze diminué en chef de sinople. |
| Blason de Alairac | Détails | Le statut officiel du blason reste à déterminer.   |

| Blason de Albas | Blason  | De gueules à la croix de Malte d'argent bordée d'or. |
| Blason de Albas | Détails | Le statut officiel du blason reste à déterminer.     |

| Blason de Albières | Blason  | D'or à la fasce fuselée de gueules et d'or.      |
| Blason de Albières | Détails | Le statut officiel du blason reste à déterminer. |

| Blason de Alet-les-Bains | Blason  | D'azur à un vol abaissé d'argent, à une croisette pattée de procession d'or à la hampe brochant sur le vol, accostée en chef de deux étoiles du même et soutenue d'une foi aussi d'argent brochant sur la hampe. |
| Blason de Alet-les-Bains | Détails | Le statut officiel du blason reste à déterminer. Auteur(s)Charles d'Hozier |
| Blason de Alet-les-Bains | Alias   | De sable au sautoir d'or accompagné de quatre losanges d'argent. |

| Blason de Alzonne | Blason  | D'argent embrassé d'azur à senestre.                                       |
| Blason de Alzonne | Détails | Le statut officiel du blason reste à déterminer. Auteur(s)Charles d'Hozier |

| Blason de Antugnac | Blason  | D'azur au chevron d'argent chargé de deux tourteaux de sable.              |
| Blason de Antugnac | Détails | Le statut officiel du blason reste à déterminer. Auteur(s)Charles d'Hozier |

| Blason de Aragon | Blason  | D'argent à la bande de sable,.                                             |
| Blason de Aragon | Détails | Le statut officiel du blason reste à déterminer. Auteur(s)Charles d'Hozier |

| Blason de Argeliers | Blason  | D'azur au pal fuselé d'argent et de sinople.                               |
| Blason de Argeliers | Détails | Le statut officiel du blason reste à déterminer. Auteur(s)Charles d'Hozier |

| Blason de Argens-Minervois | Blason  | De vair à la fasce fuselée d'argent et d'azur.                             |
| Blason de Argens-Minervois | Détails | Le statut officiel du blason reste à déterminer. Auteur(s)Charles d'Hozier |

| Blason de Armissan | Blason  | D'hermine à la fasce fuselée d'or et d'azur.                               |
| Blason de Armissan | Détails | Le statut officiel du blason reste à déterminer. Auteur(s)Charles d'Hozier |

| Blason de Arques | Blason  | De sinople coupé d'argent, chapé, chaussé de l'un en l'autre. |
| Blason de Arques | Détails | Le statut officiel du blason reste à déterminer.              |

| Blason de Arquettes-en-Val | Blason  | D'argent aux deux bandes de sable.                                         |
| Blason de Arquettes-en-Val | Détails | Le statut officiel du blason reste à déterminer. Auteur(s)Charles d'Hozier |

| Blason de Artigues | Blason  | Coupé d'or et d'azur.                                                      |
| Blason de Artigues | Détails | Le statut officiel du blason reste à déterminer. Auteur(s)Charles d'Hozier |

| Blason de Arzens | Blason  | De gueules à l'agneau pascal d'argent, la tête contournée, onglé de sable, tenant une hampe croisetée d'argent au guidon du même chargé d'une croisette d'or, au chef cousu de France. |
| Blason de Arzens | Détails | Le statut officiel du blason reste à déterminer. Auteur(s)Charles d'Hozier |
| Blason de Arzens | Alias   | D'argent à la lettre A capitale de gueules. |

| Blason de Aunat | Blason  | D'or à un aulne de gueules.                                               |
| Blason de Aunat | Détails | Armes parlantes. (aulne) Le statut officiel du blason reste à déterminer. |

| Blason de Auriac | Blason  | D'argent à la fasce fuselée d'azur et d'argent.  |
| Blason de Auriac | Détails | Le statut officiel du blason reste à déterminer. |

| Blason de Axat | Blason  | Parti de sinople et d'argent, au chef d'argent chargé de trois losanges de sinople. |
| Blason de Axat | Détails | Le statut officiel du blason reste à déterminer.                                    |

| Blason de Azille | Blason  | D'azur à trois fleurs de lys d'or.               |
| Blason de Azille | Détails | Le statut officiel du blason reste à déterminer. |

## B
| Blason de Badens | Blason  | De sinople au chef d'argent.                                               |
| Blason de Badens | Détails | Le statut officiel du blason reste à déterminer. Auteur(s)Charles d'Hozier |

| Blason de Bages | Blason  | De gueules à la fasce fuselée d'or et de sinople.                          |
| Blason de Bages | Détails | Le statut officiel du blason reste à déterminer. Auteur(s)Charles d'Hozier |

| Blason de Bagnoles | Blason  | De gueules au besant d'argent.                   |
| Blason de Bagnoles | Détails | Le statut officiel du blason reste à déterminer. |

| Blason de Baraigne | Blason  | Écartelé : au 1er coupé d'argent au lion issant de sable, lampassé de gueules et d'or à l'arbre de sinople, au 2e d'azur au roc d'échiquier d'or, au 3e d'azur aux trois coquilles d'or, au 4e d'or aux trois fasces de gueules. |
| Blason de Baraigne | Détails | Le statut officiel du blason reste à déterminer. Auteur(s)Charles d'Hozier |

| Blason de Barbaira | Blason  | D'azur au chevron d'or.                                                    |
| Blason de Barbaira | Détails | Le statut officiel du blason reste à déterminer. Auteur(s)Charles d'Hozier |

| Blason de Belcaire | Blason  | Tranché, émanché d'argent et de gueules.                                   |
| Blason de Belcaire | Détails | Le statut officiel du blason reste à déterminer. Auteur(s)Charles d'Hozier |

| Blason de Belcastel-et-Buc | Blason  | Écartelé : au 1er et au 4e d’azur à la fasce d’or chargée d’un château du champ, au 2e et au 3e d’argent au lion de gueules. |
| Blason de Belcastel-et-Buc | Détails | Le statut officiel du blason reste à déterminer.                                                                             |

| Blason de Belflou | Blason  | D'azur aux trois bandes d'or, au chef d'hermine. |
| Blason de Belflou | Détails | Le statut officiel du blason reste à déterminer. |

| Blason de Belfort-sur-Rebenty | Blason  | Tranché, émanché d'or et de gueules.                                       |
| Blason de Belfort-sur-Rebenty | Détails | Le statut officiel du blason reste à déterminer. Auteur(s)Charles d'Hozier |
| Blason de Belfort-sur-Rebenty | Alias   | De gueules à une larme d'argent.                                           |

| Blason de Bellegarde-du-Razès | Blason  | Palissé en fasce d'argent et de sable de six pièces.                       |
| Blason de Bellegarde-du-Razès | Détails | Le statut officiel du blason reste à déterminer. Auteur(s)Charles d'Hozier |

| Blason de Belpech | Blason  | D’azur au château d’argent, ouvert du champ ajouré et maçonné de sable, surmonté d’un mont d’or sommé d’un créquier du même. |
| Blason de Belpech | Détails | Le statut officiel du blason reste à déterminer.                                                                             |

| Blason de Belvèze-du-Razès | Blason  | D'argent au pin de sinople posé sur une terrasse du même, aux deux lions affrontés de gueules appuyés sur le fût de l'arbre, au chef d'azur, chargé d'une fleur de lys accompagnée de deux coquilles, le tout d'or. |
| Blason de Belvèze-du-Razès | Détails | Le statut officiel du blason reste à déterminer. |

| Blason de Belvianes-et-Cavirac | Blason  | De sable au pal bretessé d'argent.                                         |
| Blason de Belvianes-et-Cavirac | Détails | Le statut officiel du blason reste à déterminer. Auteur(s)Charles d'Hozier |

| Blason de Belvis | Blason  | Écartelé : d'argent et de sable à la croix brochant de l'un en l'autre.    |
| Blason de Belvis | Détails | Le statut officiel du blason reste à déterminer. Auteur(s)Charles d'Hozier |

| Blason de Berriac | Blason  | D'or au pairle d'azur.                                                     |
| Blason de Berriac | Détails | Le statut officiel du blason reste à déterminer. Auteur(s)Charles d'Hozier |

| Blason de Bessède-de-Sault | Blason  | D'azur à un fer de moulin d'or.                                            |
| Blason de Bessède-de-Sault | Détails | Le statut officiel du blason reste à déterminer. Auteur(s)Charles d'Hozier |

| Blason de Bizanet | Blason  | De sinople au pal fuselé d'argent et d'azur.                               |
| Blason de Bizanet | Détails | Le statut officiel du blason reste à déterminer. Auteur(s)Charles d'Hozier |

| Blason de Bize-Minervois | Blason  | Écartelé : au 1er et 4e d'azur à la rose d'or et à la champagne du même, au 2e et 3e d'argent à la guivre d'azur, couronnée d'or et à l'issant de gueules, sur le tout d'azur à la roue déjantée d'or et à la filière du même. |
| Blason de Bize-Minervois | Détails | Le statut officiel du blason reste à déterminer. |

| Blason de Blomac | Blason  | D’azur au pin terrassé d’or accompagné de deux cygnes affrontés d’argent, au chef de gueules* chargé d’un croissant aussi d’argent accosté de deux étoiles aussi d’or.              |
| Blason de Blomac | Détails | * Il y a là non-respect de la règle de contrariété des couleurs : ces armes sont fautives (gueules sur azur, cousu inacceptable.). Le statut officiel du blason reste à déterminer. |

| Blason de Bouilhonnac | Blason  | De sable au pal d'or.                                                      |
| Blason de Bouilhonnac | Détails | Le statut officiel du blason reste à déterminer. Auteur(s)Charles d'Hozier |

| Blason de Bouisse | Blason  | D'hermine au pal fuselé d'or et de gueules.      |
| Blason de Bouisse | Détails | Le statut officiel du blason reste à déterminer. |

| Blason de Bouriège | Blason  | Taillé cannelé de sable et d'or.                                           |
| Blason de Bouriège | Détails | Le statut officiel du blason reste à déterminer. Auteur(s)Charles d'Hozier |

| Blason de Bourigeole | Blason  | D'or à l'écusson de sable.                                                 |
| Blason de Bourigeole | Détails | Le statut officiel du blason reste à déterminer. Auteur(s)Charles d'Hozier |

| Blason de Bousquet (Le) | Blason  | D’azur à la forêt d’argent, au chef émanché de deux pièces d’or. |
| Blason de Bousquet (Le) | Détails | Le statut officiel du blason reste à déterminer.                 |

| Blason de Boutenac | Blason  | De sable au pal fuselé d'argent et de sinople.                             |
| Blason de Boutenac | Détails | Le statut officiel du blason reste à déterminer. Auteur(s)Charles d'Hozier |

| Blason de Bram | Blason  | D'or à la croix de gueules.                      |
| Blason de Bram | Détails | Le statut officiel du blason reste à déterminer. |

| Blason de Brenac | Blason  | Écartelé : au 1er et 4e d'azur à une fleur de lys d'or, au 2e et 3e de gueules à la barre d'or. |
| Blason de Brenac | Détails | Le statut officiel du blason reste à déterminer. Auteur(s)Charles d'Hozier                      |
| Blason de Brenac | Alias   | Taillé, emmanché d’argent et de gueules.                                                        |

| Blason de Brézilhac | Blason  | D'or au chevron brisé de gueules.                                          |
| Blason de Brézilhac | Détails | Le statut officiel du blason reste à déterminer. Auteur(s)Charles d'Hozier |
| Blason de Brézilhac | Alias   | D'or à la bordure de sinople.                                              |

| Blason de Brousses-et-Villaret | Blason  | Accolés : au 1er de sinople à la lettre B capitale d'argent (Brousses), au 2e d'argent au trèfle de gueules (Le Villaret). |
| Blason de Brousses-et-Villaret | Détails | Le statut officiel du blason reste à déterminer. Auteur(s)Charles d'Hozier                                                 |

| Blason de Brugairolles | Blason  | D'argent aux trois fusées de gueules accolées en fasce.                    |
| Blason de Brugairolles | Détails | Le statut officiel du blason reste à déterminer. Auteur(s)Charles d'Hozier |

| Blason de Brunels (Les) | Blason  | De gueules à la montagne d’argent sommée d’un aulne du même, au chef d’azur* chargé d’une rose aussi d’argent accostée de deux hures de sanglier affrontées d’or.                   |
| Blason de Brunels (Les) | Détails | * Il y a là non-respect de la règle de contrariété des couleurs : ces armes sont fautives (azur sur gueules, cousu inacceptable.). Le statut officiel du blason reste à déterminer. |

| Blason de Bugarach | Blason  | Tranché d'or et d'azur.                                                    |
| Blason de Bugarach | Détails | Le statut officiel du blason reste à déterminer. Auteur(s)Charles d'Hozier |

Pas d'information pour les communes suivantes : Bezole
- Haut – A
- B
- C
- D
- E
- F
- G
- H
- I
- J
- K
- L
- M
- N
- O
- P
- Q
- R
- S
- T
- U
- V
- W
- X
- Y
- Z

## C
| Blason de Cabrespine | Blason  | De sinople à la billette d'or.                                             |
| Blason de Cabrespine | Détails | Le statut officiel du blason reste à déterminer. Auteur(s)Charles d'Hozier |

| Blason de Cahuzac | Blason  | De sable à la jumelle d'or.                                                |
| Blason de Cahuzac | Détails | Le statut officiel du blason reste à déterminer. Auteur(s)Charles d'Hozier |

| Blason de Cailhau | Blason  | D'azur au pal bretessé d'argent.                                           |
| Blason de Cailhau | Détails | Le statut officiel du blason reste à déterminer. Auteur(s)Charles d'Hozier |

| Blason de Cailhavel | Blason  | De sinople à l'hamaïde d'argent.                                           |
| Blason de Cailhavel | Détails | Le statut officiel du blason reste à déterminer. Auteur(s)Charles d'Hozier |

| Blason de Cailla | Blason  | Burelé d'argent et de sable de dix pièces.                                 |
| Blason de Cailla | Détails | Le statut officiel du blason reste à déterminer. Auteur(s)Charles d'Hozier |

| Blason de Cambieure | Blason  | D'argent au crampon de gueules.                                            |
| Blason de Cambieure | Détails | Le statut officiel du blason reste à déterminer. Auteur(s)Charles d'Hozier |

| Blason de Campagna-de-Sault | Blason  | Palissé en fasce d'argent et d'azur de six pièces. |
| Blason de Campagna-de-Sault | Détails | Le statut officiel du blason reste à déterminer.   |

| Blason de Campagne-sur-Aude | Blason  | D'or à la billette vidée d'azur.                                           |
| Blason de Campagne-sur-Aude | Détails | Le statut officiel du blason reste à déterminer. Auteur(s)Charles d'Hozier |

| Blason de Camplong-d'Aude | Blason  | Écartelé : d'azur à deux daurades d'argent et de gueules à trois croissants d'or mal ordonnés. |
| Blason de Camplong-d'Aude | Détails | Le statut officiel du blason reste à déterminer.                                               |

| Blason de Camps-sur-l'Agly | Blason  | De vair au chef fuselé d'or et de sable.         |
| Blason de Camps-sur-l'Agly | Détails | Le statut officiel du blason reste à déterminer. |

| Blason de Camurac | Blason  | De gueules au franc-quartier d'argent.                                     |
| Blason de Camurac | Détails | Le statut officiel du blason reste à déterminer. Auteur(s)Charles d'Hozier |

| Blason de Canet | Blason  | De sinople au pal fuselé d'or et de sable.                                 |
| Blason de Canet | Détails | Le statut officiel du blason reste à déterminer. Auteur(s)Charles d'Hozier |

| Blason de Capendu | Blason  | D'or flanqué de sable.                                                     |
| Blason de Capendu | Détails | Le statut officiel du blason reste à déterminer. Auteur(s)Charles d'Hozier |

| Blason de Carcassonne | Blason  | D'azur semé de fleurs de lys d'or au portail de ville flanqué de deux tours couvertes d'argent, maçonné, ajouré et ouvert de sable, la porte coulissée aussi d'argent surmontée d'un écusson de gueules chargé d'un agneau pascal d'argent à la tête contournée nimbée d'or, portant une bannerette aussi d'argent surchargée d'une croisette du champ. Blason de la ville actuelle réunion de la ville basse et de la ville haute.[réf. nécessaire]    |
| Blason de Carcassonne | Détails | - Carcassonne, ville basse : D'azur semé de fleurs de lis d'or, au besant d'or mis en cœur chargé d'un tourteau de gueules, surchargé d'un agneau pascal d'argent croisé d'or, au guidon aussi d'argent chargé d'une croix de sable. - Carcassonne, ville haute : D'azur à un portail de ville, flanqué de deux tours crénelées d'argent et surmonté d'un écusson du champ à trois fleurs de lis d'or. Le statut officiel du blason reste à déterminer. |

| Blason de Carlipa | Blason  | D'azur aux trois fasces d'or.                                              |
| Blason de Carlipa | Détails | Le statut officiel du blason reste à déterminer. Auteur(s)Charles d'Hozier |

| Blason de Cascastel-des-Corbières | Blason  | De gueules à un lion contourné d'or surmonté d'un flanchis d'argent[réf. nécessaire]. |
| Blason de Cascastel-des-Corbières | Détails | Le statut officiel du blason reste à déterminer.                                      |

| Blason de Cassaigne (La) | Blason  | De sable à l'hamaïde d'argent.                                             |
| Blason de Cassaigne (La) | Détails | Le statut officiel du blason reste à déterminer. Auteur(s)Charles d'Hozier |

| Blason de Cassaignes | Blason  | D'argent aux deux pals de sinople, au chef du même.                        |
| Blason de Cassaignes | Détails | Le statut officiel du blason reste à déterminer. Auteur(s)Charles d'Hozier |

| Blason de Cassés (Les) | Blason  | D'or à la fasce componée de sable et d'argent.                             |
| Blason de Cassés (Les) | Détails | Le statut officiel du blason reste à déterminer. Auteur(s)Charles d'Hozier |

| Blason de Castans | Blason  | Échiqueté d'or et d'azur.                                                  |
| Blason de Castans | Détails | Le statut officiel du blason reste à déterminer. Auteur(s)Charles d'Hozier |

| Blason de Castelnau-d'Aude | Blason  | De sinople au pal fuselé d'argent et de sinople.                           |
| Blason de Castelnau-d'Aude | Détails | Le statut officiel du blason reste à déterminer. Auteur(s)Charles d'Hozier |

| Blason de Castelnaudary | Blason  | De gueules à une tour d'argent donjonnée de trois tours de même, au chef d'azur chargé de trois fleurs de lis d'or. |
| Blason de Castelnaudary | Détails | Armes parlantes. Le statut officiel du blason reste à déterminer. Auteur(s)Charles d'Hozier                         |

| Blason de Castelreng | Blason  | Taillé cannelé d'azur et d'argent.                                         |
| Blason de Castelreng | Détails | Le statut officiel du blason reste à déterminer. Auteur(s)Charles d'Hozier |

| Blason de Caudebronde | Blason  | De gueules chapé d'or.                                                     |
| Blason de Caudebronde | Détails | Le statut officiel du blason reste à déterminer. Auteur(s)Charles d'Hozier |

| Blason de Caudeval | Blason  | D'argent à un pal componé de sinople et d'or.                              |
| Blason de Caudeval | Détails | Le statut officiel du blason reste à déterminer. Auteur(s)Charles d'Hozier |

| Blason de Caunes-Minervois | Blason  | D'azur à trois lions d'or.                                                 |
| Blason de Caunes-Minervois | Détails | Le statut officiel du blason reste à déterminer. Auteur(s)Charles d'Hozier |
| Blason de Caunes-Minervois | Alias   | De vair à une fasce fuselée d'or et de sable.                              |

| Blason de Caunettes-en-Val | Blason  | D'or au sautoir d'azur.                                                    |
| Blason de Caunettes-en-Val | Détails | Le statut officiel du blason reste à déterminer. Auteur(s)Charles d'Hozier |

| Blason de Caunette-sur-Lauquet | Blason  | De sable à l’anille d’or, à la bordure crénelée d’argent. |
| Blason de Caunette-sur-Lauquet | Détails | Le statut officiel du blason reste à déterminer.          |

| Blason de Caux-et-Sauzens | Blason  | - Caux : de sinople à un besant d'argent. - Sauzens : de sable à la lettre capitale S d'or. |
| Blason de Caux-et-Sauzens | Détails | Le statut officiel du blason reste à déterminer. Auteur(s)Les deux: Charles d'Hozier        |

| Blason de Cavanac | Blason  | De sable au sautoir d'argent.                                              |
| Blason de Cavanac | Détails | Le statut officiel du blason reste à déterminer. Auteur(s)Charles d'Hozier |

| Blason de Caves | Blason  | De gueules à une voie romaine pavée d'argent posée en fasce abaissée, surmontée d'une borne milliaire du même chargée des inscriptions DOM AHE IMP XX en lettres capitales de sable[réf. nécessaire]. |
| Blason de Caves | Détails | Le statut officiel du blason reste à déterminer. |

| Blason de Cazalrenoux | Blason  | D'argent au crampon de sable.                    |
| Blason de Cazalrenoux | Détails | Le statut officiel du blason reste à déterminer. |

| Blason de Cazilhac | Blason  | D'azur à la fasce d'or.                                                    |
| Blason de Cazilhac | Détails | Le statut officiel du blason reste à déterminer. Auteur(s)Charles d'Hozier |

| Blason de Cenne-Monestiés | Blason  | - Cenne : barré d'or et de sable de quatre pièces. - Monestiès : d'argent flanqué d'azur. |
| Blason de Cenne-Monestiés | Détails | Le statut officiel du blason reste à déterminer. Auteur(s)Les deux: Charles d'Hozier      |

| Blason de Cépie | Blason  | D'or à la fasce de gueules accompagnée de trois carreaux du même posés en losange et rangés en chef,.                                                  |
| Blason de Cépie | Détails | Blason référencé par le Languedoc Roussillon Aménagement Le statut officiel du blason reste à déterminer.                                              |
| Blason de Cépie | Alias   | D'argent à saint Benoit de carnation, habillé de sable, auréolé d'or tenant une crosse du même, et la main senestre appaumée et tendue vers la pointe. |

| Blason de Chalabre | Blason  | D’azur aux deux clés renversées d’or passées en sautoir, les pannetons affrontés, et liées par un anneau du même en abîme. |
| Blason de Chalabre | Détails | Le statut officiel du blason reste à déterminer.                                                                           |

| Blason de Citou | Blason  | D'azur aux deux fasces d'or accompagnées de six étoiles du même, trois en chef, deux en fasce et une en pointe. |
| Blason de Citou | Détails | Le statut officiel du blason reste à déterminer.                                                                |

| Blason de Clat (Le) | Blason  | Coupé : au 1er d'or plain, au 2e d'azur aux deux barres d'argent.          |
| Blason de Clat (Le) | Détails | Le statut officiel du blason reste à déterminer. Auteur(s)Charles d'Hozier |

| Blason de Clermont-sur-Lauquet | Blason  | De sinople à la fasce d'or accompagnée de deux losanges du même.           |
| Blason de Clermont-sur-Lauquet | Détails | Le statut officiel du blason reste à déterminer. Auteur(s)Charles d'Hozier |

| Blason de Comigne | Blason  | Écartelé : au 1er contre-écartelé en sautoir d’or et de gueules, au 2e d’azur à la fleur de lys accompagnée de trois étoiles le tout d’or, au 3e d’azur au lion d’or au chef du même chargé de trois molettes d’éperon de sable, au 4e parti I d’argent à la couronne d’épines enfermant l’inscription PAX surmontée d’une fleur de lys et soutenue de trois clous de la passion appointés l’un en pal et les autres en chevron renversé, le tout soudé d’or, au II d’or aux trois bandes de sable chargées chacune d’une étoile d’argent posée à plomb, les trois étoiles rangées en barre, sur le tout, un écusson en amande d’azur bordé d’argent à la vierge de carnation habillée aussi d’argent et couronnée d’or assise sur un trône du même, tenant dans son bras senestre l’enfant Jésus aussi de carnation, habillé d’argent et auréolé aussi d’or. |
| Blason de Comigne | Détails | Ce blason a été composé par Henri Sivade lui-même et adopté par la mairie en 1929. Le statut officiel du blason reste à déterminer. |

| Blason de Comus | Blason  | D'or au pal comété de gueules.                                             |
| Blason de Comus | Détails | Le statut officiel du blason reste à déterminer. Auteur(s)Charles d'Hozier |

| Blason de Conilhac-Corbières | Blason  | D'argent au pal fuselé d'argent et de gueules.                             |
| Blason de Conilhac-Corbières | Détails | Le statut officiel du blason reste à déterminer. Auteur(s)Charles d'Hozier |

| Blason de Conilhac-de-la-Montagne | Blason  | Parti de sable et d'or à la bande de l'un en l'autre.                      |
| Blason de Conilhac-de-la-Montagne | Détails | Le statut officiel du blason reste à déterminer. Auteur(s)Charles d'Hozier |

| Blason de Conques-sur-Orbiel | Blason  | De gueules à trois conques d'argent.                                                        |
| Blason de Conques-sur-Orbiel | Détails | Armes parlantes. Le statut officiel du blason reste à déterminer. Auteur(s)Charles d'Hozier |

| Blason de Coudons | Blason  | De sinople mantelé d'argent.                                               |
| Blason de Coudons | Détails | Le statut officiel du blason reste à déterminer. Auteur(s)Charles d'Hozier |

| Blason de Couffoulens | Blason  | Palé d'or et de gueules de six pièces.                                     |
| Blason de Couffoulens | Détails | Le statut officiel du blason reste à déterminer. Auteur(s)Charles d'Hozier |

| Blason de Couiza | Blason  | D'azur à l'agneau pascal d'argent.                                         |
| Blason de Couiza | Détails | Le statut officiel du blason reste à déterminer. Auteur(s)Charles d'Hozier |
| Blason de Couiza | Alias   | De sinople aux trois billettes d'or posées et rangées en barre.            |

| Blason de Counozouls | Blason  | De gueules au crampon d'or.                                                |
| Blason de Counozouls | Détails | Le statut officiel du blason reste à déterminer. Auteur(s)Charles d'Hozier |

| Blason de Cournanel | Blason  | D'or à la tierce de sinople.                                               |
| Blason de Cournanel | Détails | Le statut officiel du blason reste à déterminer. Auteur(s)Charles d'Hozier |

| Blason de Coursan | Blason  | D'azur à une fasce d'or chargée d'une vache de gueules, accompagnée en chef de trois fleurs de lys d'or, et en pointe d'un croissant d'argent. |
| Blason de Coursan | Détails | Le statut officiel du blason reste à déterminer.                                                                                               |

| Blason de Courtauly | Blason  | D'or à deux barres de sinople et un chef du même.                          |
| Blason de Courtauly | Détails | Le statut officiel du blason reste à déterminer. Auteur(s)Charles d'Hozier |

| Blason de Courtète (La) | Blason  | De gueules à un chevron d'argent et un chef du même.                       |
| Blason de Courtète (La) | Détails | Le statut officiel du blason reste à déterminer. Auteur(s)Charles d'Hozier |

| Blason de Coustaussa | Blason  | De sinople au roc d'échiquier d'or.                                        |
| Blason de Coustaussa | Détails | Le statut officiel du blason reste à déterminer. Auteur(s)Charles d'Hozier |

| Blason de Coustouge | Blason  | D'argent au pal fuselé d'or et de sable.                                   |
| Blason de Coustouge | Détails | Le statut officiel du blason reste à déterminer. Auteur(s)Charles d'Hozier |

| Blason de Cruscades | Blason  | D'azur à une roue à huit rais sans jante d'or.   |
| Blason de Cruscades | Détails | Le statut officiel du blason reste à déterminer. |

| Blason de Cubières-sur-Cinoble | Blason  | Parti : au 1er coupé au I d'or à la croisette pattée de gueules, au II d'argent au pot à deux anses de sable, au 2e d'argent à trois fasces de gueules. |
| Blason de Cubières-sur-Cinoble | Détails | Le statut officiel du blason reste à déterminer. |

| Blason de Cucugnan | Blason  | Fuselé d'argent et de sinople, à la croix cléchée et pommetée de douze pièces de gueules, brochant sur le tout. |
| Blason de Cucugnan | Détails | Le statut officiel du blason reste à déterminer. Auteur(s)Charles d'Hozier                                      |
| Blason de Cucugnan | Alias   | D'argent à une fasce fuselée d'argent et de sinople.                                                            |

| Blason de Cumiès | Blason  | D'azur à un orle d'argent.                                                 |
| Blason de Cumiès | Détails | Le statut officiel du blason reste à déterminer. Auteur(s)Charles d'Hozier |

| Blason de Cuxac-Cabardès | Blason  | D'argent aux deux fasces de sinople.                                       |
| Blason de Cuxac-Cabardès | Détails | Le statut officiel du blason reste à déterminer. Auteur(s)Charles d'Hozier |

| Blason de Cuxac-d'Aude | Blason  | D'azur à l'agneau pascal d'argent.                                         |
| Blason de Cuxac-d'Aude | Détails | Le statut officiel du blason reste à déterminer. Auteur(s)Charles d'Hozier |
| Blason de Cuxac-d'Aude | Alias   | D'or à un pal fuselé d'argent et de sinople.                               |

Pas d'information pour les communes suivantes : Corbières (Aude)
- Haut – A
- B
- C
- D
- E
- F
- G
- H
- I
- J
- K
- L
- M
- N
- O
- P
- Q
- R
- S
- T
- U
- V
- W
- X
- Y
- Z

## D
| Blason de Davejean | Blason  | De gueules au pal fuselé d'or et de sable.                                 |
| Blason de Davejean | Détails | Le statut officiel du blason reste à déterminer. Auteur(s)Charles d'Hozier |

| Blason de Dernacueillette | Blason  | De vair à un chef fuselé d'argent et de sable.                             |
| Blason de Dernacueillette | Détails | Le statut officiel du blason reste à déterminer. Auteur(s)Charles d'Hozier |

| Blason de Digne-d'Amont (La) | Blason  | D'argent au franc-quartier de sinople.                                     |
| Blason de Digne-d'Amont (La) | Détails | Le statut officiel du blason reste à déterminer. Auteur(s)Charles d'Hozier |

| Blason de Digne-d'Aval (La) | Blason  | D'argent à trois billettes de sable posées et rangées en bande.            |
| Blason de Digne-d'Aval (La) | Détails | Le statut officiel du blason reste à déterminer. Auteur(s)Charles d'Hozier |

| Blason de Donazac | Blason  | Taillé émanché d'or et d'azur.                                             |
| Blason de Donazac | Détails | Le statut officiel du blason reste à déterminer. Auteur(s)Charles d'Hozier |

| Blason de Douzens | Blason  | D'or à la losange de sable.                                                |
| Blason de Douzens | Détails | Le statut officiel du blason reste à déterminer. Auteur(s)Charles d'Hozier |

| Blason de Duilhac-sous-Peyrepertuse | Blason  | D’azur aux trois fleurs de lys d’or.             |
| Blason de Duilhac-sous-Peyrepertuse | Détails | Le statut officiel du blason reste à déterminer. |

| Blason de Durban-Corbières | Blason  | Écartelé : de gueules au chevron d'argent, et d'azur à trois fasces d'or. |
| Blason de Durban-Corbières | Détails | Le statut officiel du blason reste à déterminer.                          |

## E
| Blason de Embres-et-Castelmaure | Blason  | De sinople au pal fuselé d'or et d'azur.                                   |
| Blason de Embres-et-Castelmaure | Détails | Le statut officiel du blason reste à déterminer. Auteur(s)Charles d'Hozier |

| Blason de Escales | Blason  | D'azur au lion d'or, armé et lampassé de gueules, à la bordure componée d'argent et de gueules. |
| Blason de Escales | Détails | Le statut officiel du blason reste à déterminer.                                                |

| Blason de Escouloubre | Blason  | D'or à la fasce de gueules accompagnée de deux losanges du même.           |
| Blason de Escouloubre | Détails | Le statut officiel du blason reste à déterminer. Auteur(s)Charles d'Hozier |

| Blason de Escueillens | Blason  | De sable à un écusson d'argent.                                            |
| Blason de Escueillens | Détails | Le statut officiel du blason reste à déterminer. Auteur(s)Charles d'Hozier |

| Blason de Espéraza | Blason  | D'argent au chevron de gueules accompagné de trois tourteaux d'azur.       |
| Blason de Espéraza | Détails | Le statut officiel du blason reste à déterminer. Auteur(s)Charles d'Hozier |

| Blason de Espezel | Blason  | D'argent aux deux barres de sinople, au chef du même.                      |
| Blason de Espezel | Détails | Le statut officiel du blason reste à déterminer. Auteur(s)Charles d'Hozier |

## F
| Blason de Fa | Blason  | D'argent aux deux bandes de gueules, au chef du même.                      |
| Blason de Fa | Détails | Le statut officiel du blason reste à déterminer. Auteur(s)Charles d'Hozier |

| Blason de Fabrezan | Blason  | D'or à la lettre F minuscule cursive de gueules, au chef d'azur chargé de trois fleurs de lys d'or. |
| Blason de Fabrezan | Détails | Le statut officiel du blason reste à déterminer.                                                    |

| Blason de Fajac-la-Relenque | Blason  | Écartelé : au 1er de sable à une onde d'argent en fasce, au 2e échiqueté d'argent et de sable, au 3e d'argent à une épée de sable, au 4e d'argent à trois épées de sable posées en pal et rangées en fasce. |
| Blason de Fajac-la-Relenque | Détails | Il s'agit du blason du seigneur de Fajac. Le statut officiel du blason reste à déterminer. Auteur(s)Charles d'Hozier                                                                                        |

| Blason de Fajolle (La) | Blason  | De gueules à la montagne d’or chargée de trois pals d’azur, surmontée d’un besant aussi d’or. |
| Blason de Fajolle (La) | Détails | Le statut officiel du blason reste à déterminer.                                              |

| Blason de Fanjeaux | Blason  | De gueules à la croix cléchée, vidée et pommetée de douze pièces d'or, au chef cousu de France. |
| Blason de Fanjeaux | Détails | Le statut officiel du blason reste à déterminer. Auteur(s)Charles d'Hozier                      |

| Blason de Félines-Termenès | Blason  | D'argent à une fasce fuselée de gueules et d'argent.                       |
| Blason de Félines-Termenès | Détails | Le statut officiel du blason reste à déterminer. Auteur(s)Charles d'Hozier |

| Blason de Fendeille | Blason  | Cinq points d'or équipolés à quatre de sinople.                            |
| Blason de Fendeille | Détails | Le statut officiel du blason reste à déterminer. Auteur(s)Charles d'Hozier |

| Blason de Fenouillet-du-Razès | Blason  | D'argent à un crampon de sinople.                                          |
| Blason de Fenouillet-du-Razès | Détails | Le statut officiel du blason reste à déterminer. Auteur(s)Charles d'Hozier |

| Blason de Ferrals-les-Corbières | Blason  | D'or au pal fuselé d'argent et d'azur.                                     |
| Blason de Ferrals-les-Corbières | Détails | Le statut officiel du blason reste à déterminer. Auteur(s)Charles d'Hozier |

| Blason de Ferran | Blason  | Palissé en fasce de sable et d'or de six pièces.                           |
| Blason de Ferran | Détails | Le statut officiel du blason reste à déterminer. Auteur(s)Charles d'Hozier |

| Blason de Festes-et-Saint-André | Blason  | De gueules à un orle d'or.                                                 |
| Blason de Festes-et-Saint-André | Détails | Le statut officiel du blason reste à déterminer. Auteur(s)Charles d'Hozier |

| Blason de Feuilla | Blason  | D'argent à trois feuilles de vigne de sinople.                    |
| Blason de Feuilla | Détails | Armes parlantes. Le statut officiel du blason reste à déterminer. |

| Blason de Fitou | Blason  | De vair à une fasce fuselée d'argent et de sable.                          |
| Blason de Fitou | Détails | Le statut officiel du blason reste à déterminer. Auteur(s)Charles d'Hozier |

| Blason de Fleury-d'Aude | Blason  | D'argent à un poirier de sinople posé sur une terrasse du même, fruité d'or. |
| Blason de Fleury-d'Aude | Détails | Le statut officiel du blason reste à déterminer.                             |

| Blason de Floure | Blason  | D'azur à la croix d'or.                                                    |
| Blason de Floure | Détails | Le statut officiel du blason reste à déterminer. Auteur(s)Charles d'Hozier |

| Blason de Fontanès-de-Sault | Blason  | D'argent au chevron failli à dextre de sable.    |
| Blason de Fontanès-de-Sault | Détails | Le statut officiel du blason reste à déterminer. |

| Blason de Fontcouverte | Blason  | De gueules à l'aigle éployée d'argent accompagnée de trois trèfles du même. |
| Blason de Fontcouverte | Détails | Le statut officiel du blason reste à déterminer.                            |

| Blason de Fontiers-Cabardès | Blason  | De sable au pal d'argent.                                                  |
| Blason de Fontiers-Cabardès | Détails | Le statut officiel du blason reste à déterminer. Auteur(s)Charles d'Hozier |

| Blason de Fontiès-d'Aude | Blason  | De sable à trois pals d'argent.                                            |
| Blason de Fontiès-d'Aude | Détails | Le statut officiel du blason reste à déterminer. Auteur(s)Charles d'Hozier |

| Blason de Fontjoncouse | Blason  | D’azur à la crosse abbatiale d’or adextrée d’une mitre du même. |
| Blason de Fontjoncouse | Détails | Le statut officiel du blason reste à déterminer.                |

| Blason de Force (La) | Blason  | De gueules à une billette vidée d'or.                                      |
| Blason de Force (La) | Détails | Le statut officiel du blason reste à déterminer. Auteur(s)Charles d'Hozier |

| Blason de Fournes-Cabardès | Blason  | De sable à la lettre capitale F d'argent.                                  |
| Blason de Fournes-Cabardès | Détails | Le statut officiel du blason reste à déterminer. Auteur(s)Charles d'Hozier |

| Blason de Fourtou | Blason  | D'or à la montagne de deux pics de sinople ombrés d'argent, chargée de deux cornes de vaches au naturel rangées en fasce, leur pointe vers le chef et vers leurs flancs respectifs et soutenues d'un besant percé d'or, le tout accompagné en chef d'une goutte d'eau d'azur. |
| Blason de Fourtou | Détails | Le statut officiel du blason reste à déterminer. |

| Blason de Fraisse-Cabardès | Blason  | D'or à deux barres de gueules.                                             |
| Blason de Fraisse-Cabardès | Détails | Le statut officiel du blason reste à déterminer. Auteur(s)Charles d'Hozier |

| Blason de Fraissé-des-Corbières | Blason  | D’azur aux deux lions affrontés d’or supportant une cloche du même bataillée du champ. |
| Blason de Fraissé-des-Corbières | Détails | Le statut officiel du blason reste à déterminer.                                       |

Pas d'information pour les communes suivantes : Fajac-en-Val, Fonters-du-Razès
- Haut – A
- B
- C
- D
- E
- F
- G
- H
- I
- J
- K
- L
- M
- N
- O
- P
- Q
- R
- S
- T
- U
- V
- W
- X
- Y
- Z

## G
| Blason de Gaja-et-Villedieu | Blason  | - Gaja : d'or à deux pals de gueules et un chef du même. - Villedieu : d'argent à deux pointes de sinople posées en chevron. |
| Blason de Gaja-et-Villedieu | Détails | Le statut officiel du blason reste à déterminer. Auteur(s)Les deux : Charles d'Hozier                                        |

| Blason de Galinagues | Blason  | Écartelé : d'azur et d'or.                                                 |
| Blason de Galinagues | Détails | Le statut officiel du blason reste à déterminer. Auteur(s)Charles d'Hozier |

| Blason de Gardie | Blason  | D'argent à trois bandes de sinople.                                        |
| Blason de Gardie | Détails | Le statut officiel du blason reste à déterminer. Auteur(s)Charles d'Hozier |

| Blason de Gincla | Blason  | D'argent au pal d'azur accosté de deux losanges du même.                   |
| Blason de Gincla | Détails | Le statut officiel du blason reste à déterminer. Auteur(s)Charles d'Hozier |

| Blason de Ginestas | Blason  | De gueules à une branche de genêt fleuri d'or, au chef cousu de France.   |
| Blason de Ginestas | Détails | Armes parlantes (genêt). Le statut officiel du blason reste à déterminer. |

| Blason de Gramazie | Blason  | De gueules tranché cannelé d'or.                                           |
| Blason de Gramazie | Détails | Le statut officiel du blason reste à déterminer. Auteur(s)Charles d'Hozier |

| Blason de Granès | Blason  | Écartelé : d'argent à la fasce de gueules, et d'or au pal d'azur.          |
| Blason de Granès | Détails | Le statut officiel du blason reste à déterminer. Auteur(s)Charles d'Hozier |

| Blason de Greffeil | Blason  | Parti d'azur et d'argent à une bande de l'un en l'autre.                   |
| Blason de Greffeil | Détails | Le statut officiel du blason reste à déterminer. Auteur(s)Charles d'Hozier |

| Blason de Gruissan | Blason  | D'argent à un lion léopardé de gueules accompagné de trois croissants du même. |
| Blason de Gruissan | Détails | Le statut officiel du blason reste à déterminer.                               |

Pas d'information pour les communes suivantes : Gaja-la-Selve, Generville, Ginoles, Gourvieille, Gueytes-et-Labastide
- Haut – A
- B
- C
- D
- E
- F
- G
- H
- I
- J
- K
- L
- M
- N
- O
- P
- Q
- R
- S
- T
- U
- V
- W
- X
- Y
- Z

## H
| Blason de Homps | Blason  | De gueules à la croix de Malte d'argent bordée d'or. |
| Blason de Homps | Détails | Le statut officiel du blason reste à déterminer.     |

| Blason de Hounoux | Blason  | De gueules à trois bandes d'or et un chef du même.                         |
| Blason de Hounoux | Détails | Le statut officiel du blason reste à déterminer. Auteur(s)Charles d'Hozier |

## I
| Blason de Ilhes (Les) | Blason  | Parti d'or et d'azur.                                                      |
| Blason de Ilhes (Les) | Détails | Le statut officiel du blason reste à déterminer. Auteur(s)Charles d'Hozier |

| Blason de Issel | Blason  | D'azur à une bande d'or accompagnée de deux étoiles du même.               |
| Blason de Issel | Détails | Le statut officiel du blason reste à déterminer. Auteur(s)Charles d'Hozier |

## J
| Blason de Jonquières | Blason  | Écartelé : au 1er et au 4e de gueules au chevron d’argent, au 2e et au 3e d’azur aux trois fasces d’or, sur le tout d’argent à la botte de joncs de sinople liée d’or. |
| Blason de Jonquières | Détails | Armes parlantes. (joncs) Le statut officiel du blason reste à déterminer.                                                                                              |

| Blason de Joucou | Blason  | De sable au chef d'or chargé de trois billettes d'azur.                    |
| Blason de Joucou | Détails | Le statut officiel du blason reste à déterminer. Auteur(s)Charles d'Hozier |

## L
| Blason de Labastide-d'Anjou | Blason  | Fascé, contre-fascé de sinople et d'argent de quatre pièces.               |
| Blason de Labastide-d'Anjou | Détails | Le statut officiel du blason reste à déterminer. Auteur(s)Charles d'Hozier |

| Blason de Labastide-en-Val | Blason  | De sable à deux barres d'argent.                                           |
| Blason de Labastide-en-Val | Détails | Le statut officiel du blason reste à déterminer. Auteur(s)Charles d'Hozier |

| Blason de Labastide-Esparbairenque | Blason  | D'or à un sautoir de sinople.                                              |
| Blason de Labastide-Esparbairenque | Détails | Le statut officiel du blason reste à déterminer. Auteur(s)Charles d'Hozier |

| Blason de Labécède-Lauragais | Blason  | D'azur à un triangle d'or.                                                 |
| Blason de Labécède-Lauragais | Détails | Le statut officiel du blason reste à déterminer. Auteur(s)Charles d'Hozier |

| Blason de Lacombe | Blason  | Fascé ondé d’argent et d’azur, chaussé de l’un en l’autre, au chef de sable chargé d’une crosse issante d’or. |
| Blason de Lacombe | Détails | Le statut officiel du blason reste à déterminer.                                                              |

| Blason de Ladern-sur-Lauquet | Blason  | D'or à un rustre de sable.                                                 |
| Blason de Ladern-sur-Lauquet | Détails | Le statut officiel du blason reste à déterminer. Auteur(s)Charles d'Hozier |

| Blason de Lafage | Blason  | De sable à un pal comété d'or.                                             |
| Blason de Lafage | Détails | Le statut officiel du blason reste à déterminer. Auteur(s)Charles d'Hozier |

| Blason de Lagrasse | Blason  | D'azur au pont chargé de trois tours, celle du milieu plus haute, en pointe une rivière, le tout d'argent. |
| Blason de Lagrasse | Détails | Le statut officiel du blason reste à déterminer.                                                           |

| Blason de Lanet | Blason  | De vair à une fasce fuselée d'or et de gueules.                            |
| Blason de Lanet | Détails | Le statut officiel du blason reste à déterminer. Auteur(s)Charles d'Hozier |

| Blason de Laprade | Blason  | D’argent à la fontaine d’azur posée sur une champagne de sinople, chapé de sable aux deux fleurs de lys d’argent. |
| Blason de Laprade | Détails | Le statut officiel du blason reste à déterminer.                                                                  |

| Blason de Lapradelle-Puilaurens | Blason  | D'azur à une croix haussée et alésée d'argent.                             |
| Blason de Lapradelle-Puilaurens | Détails | Le statut officiel du blason reste à déterminer. Auteur(s)Charles d'Hozier |

| Blason de Laroque-de-Fa | Blason  | D'or au pal fuselé d'or et de gueules.                                     |
| Blason de Laroque-de-Fa | Détails | Le statut officiel du blason reste à déterminer. Auteur(s)Charles d'Hozier |

| Blason de Lasbordes | Blason  | De gueules à la tour senestrée d’un avant-mur, le tout d’argent maçonné de sable, la tour ouverte du champ à la herse levée aussi de sable. |
| Blason de Lasbordes | Détails | Le statut officiel du blason reste à déterminer.                                                                                            |

| Blason de Lasserre-de-Prouille | Blason  | Fascé, contre-fascé de sinople et d'or de six pièces.                      |
| Blason de Lasserre-de-Prouille | Détails | Le statut officiel du blason reste à déterminer. Auteur(s)Charles d'Hozier |

| Blason de Lastours | Blason  | De sinople embrassé à dextre d'or.                                         |
| Blason de Lastours | Détails | Le statut officiel du blason reste à déterminer. Auteur(s)Charles d'Hozier |

| Blason de Laurabuc | Blason  | D'argent aux deux pointes d'azur posées en chevron.                        |
| Blason de Laurabuc | Détails | Le statut officiel du blason reste à déterminer. Auteur(s)Charles d'Hozier |

| Blason de Laurac | Blason  | D'argent aux deux pointes de sable posées en chevron.                      |
| Blason de Laurac | Détails | Le statut officiel du blason reste à déterminer. Auteur(s)Charles d'Hozier |

| Blason de Lauraguel | Blason  | Parti, au 1er coupé, en I d'azur à un arbre d'argent sur lequel est perché un oiseau d'or, en II fascé de gueules et d'argent de six pièces, au 2e d'azur à une croix pattée cantonnée de quatre fleurs de lys posées en sautoir, le tout d'or. |
| Blason de Lauraguel | Détails | Le statut officiel du blason reste à déterminer. Auteur(s)Charles d'Hozier |
| Blason de Lauraguel | Alias   | Écartelé : d'or et de sinople, à une croix brochant de l'un en l'autre. |

| Blason de Laure-Minervois | Blason  | De sinople à un pal fuselé d'argent et de gueules.                         |
| Blason de Laure-Minervois | Détails | Le statut officiel du blason reste à déterminer. Auteur(s)Charles d'Hozier |

| Blason de Laval | Blason  | De sable tranché cannelé d'or.                                                                                   |
| Blason de Laval | Détails | Ancienne commune rattachée à Quillan. Le statut officiel du blason reste à déterminer. Auteur(s)Charles d'Hozier |

| Blason de Lavalette | Blason  | D'or à un chef-bande d'azur.                                               |
| Blason de Lavalette | Détails | Le statut officiel du blason reste à déterminer. Auteur(s)Charles d'Hozier |

| Blason de Lespinassière | Blason  | D'hermine à un chef fuselé d'argent et de sable.                           |
| Blason de Lespinassière | Détails | Le statut officiel du blason reste à déterminer. Auteur(s)Charles d'Hozier |

| Blason de Leuc | Blason  | De gueules à un pal ondé d'argent.                                         |
| Blason de Leuc | Détails | Le statut officiel du blason reste à déterminer. Auteur(s)Charles d'Hozier |

| Blason de Leucate | Blason  | Parti, de gueules à une oie d'argent becquée et membrée d'or, et d'azur à une tour donjonnée d'or, au chef de sinople chargé d'une clef d'or posée en fasce, le panneton vers le chef[réf. nécessaire]. |
| Blason de Leucate | Détails | Le statut officiel du blason reste à déterminer. Auteur(s)Charles d'Hozier |
| Blason de Leucate | Alias   | D'azur à une fasce fuselée d'argent et de gueules. |

| Blason de Lézignan-Corbières | Blason  | D’azur au chevron d’argent accompagné de trois oiseaux d’or dans leur nid de sable, les deux en chef affrontés, au chef de gueules* chargé d’un croissant d’argent accosté de deux étoiles d’or. |
| Blason de Lézignan-Corbières | Détails | * Il y a là non-respect de la règle de contrariété des couleurs : ces armes sont fautives (gueules sur azur, cousu inacceptable.). Le statut officiel du blason reste à déterminer.              |

| Blason de Lignairolles | Blason  | Écartelé : d'argent et d'azur à la croix brochant de l'un en l'autre.      |
| Blason de Lignairolles | Détails | Le statut officiel du blason reste à déterminer. Auteur(s)Charles d'Hozier |

| Blason de Limousis | Blason  | Écartelé : au 1er et au 4e d’azur au chevron surmonté de trois étoiles rangées en chef et soutenu d’une levrette courante, le tout d’or, au 2e et au 3e d’argent à la fasce ondée d’azur. |
| Blason de Limousis | Détails | Le statut officiel du blason reste à déterminer. |

| Blason de Limoux | Blason  | D'azur à un saint Martin coupant avec son badelaire son manteau pour en couvrir un pauvre boiteux, un chien précède le cheval, le tout d'argent posé sur une terrasse de sinople*.  |
| Blason de Limoux | Détails | * Il y a là non-respect de la règle de contrariété des couleurs : ces armes sont fautives (sinople sur azur, cousu inacceptable.). Le statut officiel du blason reste à déterminer. |

| Blason de Loupia | Blason  | De sable à un pal d'argent accompagné de deux losanges du même.            |
| Blason de Loupia | Détails | Le statut officiel du blason reste à déterminer. Auteur(s)Charles d'Hozier |

| Blason de Louvière-Lauragais (La) | Blason  | De sable à une tierce d'argent.                                            |
| Blason de Louvière-Lauragais (La) | Détails | Le statut officiel du blason reste à déterminer. Auteur(s)Charles d'Hozier |

| Blason de Luc-sur-Aude | Blason  | De sinople aux deux lions affrontés d’or issant d’une rivière d’argent, surmontés d’une croisette du même. |
| Blason de Luc-sur-Aude | Détails | Le statut officiel du blason reste à déterminer.                                                           |

| Blason de Luc-sur-Orbieu | Blason  | De sable au pal fuselé d'or et de gueules.                                 |
| Blason de Luc-sur-Orbieu | Détails | Le statut officiel du blason reste à déterminer. Auteur(s)Charles d'Hozier |

Pas d'information pour les communes suivantes : Lairière
- Haut – A
- B
- C
- D
- E
- F
- G
- H
- I
- J
- K
- L
- M
- N
- O
- P
- Q
- R
- S
- T
- U
- V
- W
- X
- Y
- Z

## M
| Blason de Magrie | Blason  | De gueules à la croix de Malte d'argent bordée d'or. |
| Blason de Magrie | Détails | * Il y a là non-respect de la règle de contrariété des couleurs : ces armes sont fautives (or sur argent.). Le statut officiel du blason reste à déterminer. Auteur(s)Charles d'Hozier |
| Blason de Magrie | Alias   | Taillé de gueules et d'argent. |

| Blason de Mailhac | Blason  | Fascé de gueules et de sinople aux deux crosses d’or passées en sautoir brochant, à la tour d’argent maçonnée de sable brochant sur les crosses. |
| Blason de Mailhac | Détails | Le statut officiel du blason reste à déterminer.                                                                                                 |

| Blason de Maisons | Blason  | D'hermine à une fasce fuselée d'argent et de gueules.                      |
| Blason de Maisons | Détails | Le statut officiel du blason reste à déterminer. Auteur(s)Charles d'Hozier |

| Blason de Malras | Blason  | Taillé cannelé d'azur et d'or.                                             |
| Blason de Malras | Détails | Le statut officiel du blason reste à déterminer. Auteur(s)Charles d'Hozier |

| Blason de Malves-en-Minervois | Blason  | De sable à la barre d'or.                                                  |
| Blason de Malves-en-Minervois | Détails | Le statut officiel du blason reste à déterminer. Auteur(s)Charles d'Hozier |

| Blason de Malviès | Blason  | De gueules au croissant d'argent.                                          |
| Blason de Malviès | Détails | Le statut officiel du blason reste à déterminer. Auteur(s)Charles d'Hozier |
| Blason de Malviès | Alias   | D'or à deux bandes d'azur, et au chef du même.                             |

| Blason de Marcorignan | Blason  | De gueules au pal fuselé d'argent et de sinople.                           |
| Blason de Marcorignan | Détails | Le statut officiel du blason reste à déterminer. Auteur(s)Charles d'Hozier |

| Blason de Marquein | Blason  | De gueules à la croix estrée d’argent anglée de quatre têtes de serpent d’or. |
| Blason de Marquein | Détails | Le statut officiel du blason reste à déterminer.                              |

| Blason de Marsa | Blason  | De sinople aux trois billettes couchées d'argent rangées en fasce.         |
| Blason de Marsa | Détails | Le statut officiel du blason reste à déterminer. Auteur(s)Charles d'Hozier |

| Blason de Marseillette | Blason  | D'or chaussé de sinople.                                                   |
| Blason de Marseillette | Détails | Le statut officiel du blason reste à déterminer. Auteur(s)Charles d'Hozier |

| Blason de Mas-Cabardès | Blason  | Palé d'azur et d'or de quatre pièces.                                      |
| Blason de Mas-Cabardès | Détails | Le statut officiel du blason reste à déterminer. Auteur(s)Charles d'Hozier |

| Blason de Mas-des-Cours | Blason  | D'or embrassé à senestre de sinople.                                       |
| Blason de Mas-des-Cours | Détails | Le statut officiel du blason reste à déterminer. Auteur(s)Charles d'Hozier |

| Blason de Mas-Saintes-Puelles | Blason  | De gueules à la croix de Malte d'argent bordée d'or. |
| Blason de Mas-Saintes-Puelles | Détails | Le statut officiel du blason reste à déterminer.     |

| Blason de Massac | Blason  | D’argent à la fasce d’azur chargée d’une chauve-souris du champ accompagnée en chef de deux croix de Malte de gueules et en pointe d’un dolmen de sable. |
| Blason de Massac | Détails | Le statut officiel du blason reste à déterminer. |

| Blason de Mayrac | Blason  | D'argent au trèfle d'azur.                                                 |
| Blason de Mayrac | Détails | Le statut officiel du blason reste à déterminer. Auteur(s)Charles d'Hozier |

| Blason de Mayreville | Blason  | D'or à un pal d'azur accosté de deux losanges du même.                     |
| Blason de Mayreville | Détails | Le statut officiel du blason reste à déterminer. Auteur(s)Charles d'Hozier |

| Blason de Mayronnes | Blason  | D'or à une fasce fuselée d'or et d'azur.                                   |
| Blason de Mayronnes | Détails | Le statut officiel du blason reste à déterminer. Auteur(s)Charles d'Hozier |

| Blason de Mazerolles-du-Razès | Blason  | Tiercé en pal d'or, de sable et d'argent.                                  |
| Blason de Mazerolles-du-Razès | Détails | Le statut officiel du blason reste à déterminer. Auteur(s)Charles d'Hozier |

| Blason de Mazuby | Blason  | D'azur à la bande componée d'argent et de gueules.                         |
| Blason de Mazuby | Détails | Le statut officiel du blason reste à déterminer. Auteur(s)Charles d'Hozier |

| Blason de Mérial | Blason  | Parti au I de gueules, au II d'argent à une fasce de sable chargée d'un besant d'or. |
| Blason de Mérial | Détails | Ce blason fut attribué par Charles René d'Hozier à la communauté de Gébetz, village aujourd'hui disparu et situé sur la commune actuelle de Mérial. Le statut officiel du blason reste à déterminer. Auteur(s)Charles d'Hozier |

| Blason de Mézerville | Blason  | D’or à la fasce de sable surmontée de trois carreaux en losange du même. |
| Blason de Mézerville | Détails | Le statut officiel du blason reste à déterminer.                         |

| Blason de Miraval-Cabardès | Blason  | De gueules à une billette d'argent.                                        |
| Blason de Miraval-Cabardès | Détails | Le statut officiel du blason reste à déterminer. Auteur(s)Charles d'Hozier |

| Blason de Mirepeisset | Blason  | D'azur au pal fuselé d'or et de gueules.                                   |
| Blason de Mirepeisset | Détails | Le statut officiel du blason reste à déterminer. Auteur(s)Charles d'Hozier |

| Blason de Mireval-Lauragais | Blason  | D’azur au château donjonné de trois tours d’argent, maçonné de sable, accompagné de trois fleurs de lys d’or, celle de la pointe accostée de deux miroirs aussi d’argent cerclés aussi d’or. |
| Blason de Mireval-Lauragais | Détails | Le statut officiel du blason reste à déterminer. |

| Blason de Missègre | Blason  | D'argent à trois billettes de sable posées et rangées en pal.              |
| Blason de Missègre | Détails | Le statut officiel du blason reste à déterminer. Auteur(s)Charles d'Hozier |

| Blason de Molandier | Blason  | Coupé de sinople et d'argent.                                              |
| Blason de Molandier | Détails | Le statut officiel du blason reste à déterminer. Auteur(s)Charles d'Hozier |

| Blason de Molleville | Blason  | D’or au cerf de gueules, couché au pied d’un olivier de sinople, sur une terrasse du même, au chef d’azur chargé d’une étoile d’argent accostée de deux coquilles du champ. |
| Blason de Molleville | Détails | Le statut officiel du blason reste à déterminer. Auteur(s)Charles d'Hozier                                                                                                  |

| Blason de Montauriol | Blason  | D'azur mantelé d'argent.                                                   |
| Blason de Montauriol | Détails | Le statut officiel du blason reste à déterminer. Auteur(s)Charles d'Hozier |

| Blason de Montazels | Blason  | Parti émanché d'argent et de gueules.                                      |
| Blason de Montazels | Détails | Le statut officiel du blason reste à déterminer. Auteur(s)Charles d'Hozier |

| Blason de Montbrun-des-Corbières | Blason  | D’argent à la montagne de gueules sommée d’un créquier de sinople. |
| Blason de Montbrun-des-Corbières | Détails | Le statut officiel du blason reste à déterminer.                   |

| Blason de Montclar | Blason  | D'or à une fasce ondée de sable.                                           |
| Blason de Montclar | Détails | Le statut officiel du blason reste à déterminer. Auteur(s)Charles d'Hozier |

| Blason de Montferrand | Blason  | D'azur à un monde d'or, au chef d'azur à trois fleurs de lys d'or.         |
| Blason de Montferrand | Détails | Le statut officiel du blason reste à déterminer. Auteur(s)Charles d'Hozier |

| Blason de Montfort-sur-Boulzane | Blason  | D'or au chevron brisé de sable.                                            |
| Blason de Montfort-sur-Boulzane | Détails | Le statut officiel du blason reste à déterminer. Auteur(s)Charles d'Hozier |

| Blason de Montgaillard | Blason  | Tranché émanché d'or et d'azur.                                            |
| Blason de Montgaillard | Détails | Le statut officiel du blason reste à déterminer. Auteur(s)Charles d'Hozier |

| Blason de Montgradail | Blason  | Taillé de sinople et d'or.                                                 |
| Blason de Montgradail | Détails | Le statut officiel du blason reste à déterminer. Auteur(s)Charles d'Hozier |

| Blason de Monthaut | Blason  | D'argent à un pal componé d'azur et d'or.                                  |
| Blason de Monthaut | Détails | Le statut officiel du blason reste à déterminer. Auteur(s)Charles d'Hozier |

| Blason de Montirat | Blason  | Bandé d'azur et d'argent de quatre pièces.                                 |
| Blason de Montirat | Détails | Le statut officiel du blason reste à déterminer. Auteur(s)Charles d'Hozier |

| Blason de Montjoi | Blason  | De vair à un chef fuselé d'or et de sinople.                               |
| Blason de Montjoi | Détails | Le statut officiel du blason reste à déterminer. Auteur(s)Charles d'Hozier |

| Blason de Montlaur | Blason  | D'azur à un chef barre d'or.                                               |
| Blason de Montlaur | Détails | Le statut officiel du blason reste à déterminer. Auteur(s)Charles d'Hozier |

| Blason de Montmaur | Blason  | Écartelé en sautoir d'argent et de gueules.                                |
| Blason de Montmaur | Détails | Le statut officiel du blason reste à déterminer. Auteur(s)Charles d'Hozier |

| Blason de Montolieu | Blason  | Parti d'azur à trois fleurs de lys d'or, et de gueules à une crosse abbatiale d'or également, à un arbre d'argent mouvant de la pointe et brochant sur le parti. |
| Blason de Montolieu | Détails | Le statut officiel du blason reste à déterminer. |

| Blason de Montréal | Blason  | De gueules à un oignon à six feuilles surmonté d'une couronne fermée, le tout d'or. |
| Blason de Montréal | Détails | Le statut officiel du blason reste à déterminer.                                    |

| Blason de Montredon-des-Corbières | Blason  | D'azur au lion d'argent, armé et lampassé de gueules, à la bordure componée d'argent et de gueules,. |
| Blason de Montredon-des-Corbières | Détails | Utilisé par la commune.                                                                              |

| Blason de Montséret | Blason  | D’azur au mont sommé d’une tour surmontée d’une clé posée en fasce, le tout d’or. |
| Blason de Montséret | Détails | Le statut officiel du blason reste à déterminer.                                  |

| Blason de Monze | Blason  | De sinople au pal d'argent.                                                |
| Blason de Monze | Détails | Le statut officiel du blason reste à déterminer. Auteur(s)Charles d'Hozier |

| Blason de Moussan | Blason  | D'argent au pal fuselé d'argent et de sable.                               |
| Blason de Moussan | Détails | Le statut officiel du blason reste à déterminer. Auteur(s)Charles d'Hozier |

| Blason de Moussoulens | Blason  | D'or aux deux pals d'azur.                                                 |
| Blason de Moussoulens | Détails | Le statut officiel du blason reste à déterminer. Auteur(s)Charles d'Hozier |

| Blason de Mouthoumet | Blason  | De vair à une fasce fuselée d'or et d'azur.                                |
| Blason de Mouthoumet | Détails | Le statut officiel du blason reste à déterminer. Auteur(s)Charles d'Hozier |

| Blason de Moux | Blason  | D'azur au pal fuselé d'argent et d'azur.                                   |
| Blason de Moux | Détails | Le statut officiel du blason reste à déterminer. Auteur(s)Charles d'Hozier |

Pas d'information pour les communes suivantes : Les Martys, Montjardin
- Haut – A
- B
- C
- D
- E
- F
- G
- H
- I
- J
- K
- L
- M
- N
- O
- P
- Q
- R
- S
- T
- U
- V
- W
- X
- Y
- Z

## N
| Blason de Narbonne | Blason  | De gueules à la clef d'or posée en pal senestrée d'une croix patriarcale d'argent, au chef cousu de France. |
| Blason de Narbonne | Détails | Le statut officiel du blason reste à déterminer. Auteur(s)Charles d'Hozier                                  |

| Blason de Nébias | Blason  | De sinople au pal bretessé d'argent.             |
| Blason de Nébias | Détails | Le statut officiel du blason reste à déterminer. |

| Blason de Névian | Blason  | De gueules au pal fuselé d'argent et de gueules.                           |
| Blason de Névian | Détails | Le statut officiel du blason reste à déterminer. Auteur(s)Charles d'Hozier |

| Blason de Niort-de-Sault | Blason  | De gueules à la croix haussée et alésée d'or.                              |
| Blason de Niort-de-Sault | Détails | Le statut officiel du blason reste à déterminer. Auteur(s)Charles d'Hozier |

## O
| Blason de Ornaisons | Blason  | Palé d'azur et de gueules, semé de roses d'or brochantes sur les pals, sur le tout d'argent au noyer de sinople. |
| Blason de Ornaisons | Détails | Le statut officiel du blason reste à déterminer.                                                                 |

| Blason de Ouveillan | Blason  | D'azur aux trois fleurs de lys d'or.             |
| Blason de Ouveillan | Détails | Le statut officiel du blason reste à déterminer. |

Pas d'information pour les communes suivantes : Orsans (Aude)
- Haut – A
- B
- C
- D
- E
- F
- G
- H
- I
- J
- K
- L
- M
- N
- O
- P
- Q
- R
- S
- T
- U
- V
- W
- X
- Y
- Z

## P
| Blason de Padern | Blason  | D'azur au pal fuselé d'or et de sinople.                                   |
| Blason de Padern | Détails | Le statut officiel du blason reste à déterminer. Auteur(s)Charles d'Hozier |

| Blason de Palairac | Blason  | De sable au pal fuselé d'argent et de sable.                               |
| Blason de Palairac | Détails | Le statut officiel du blason reste à déterminer. Auteur(s)Charles d'Hozier |

| Blason de Palaja | Blason  | Parti émanché d’argent et de gueules de huit pièces d’un flanc à l’autre. |
| Blason de Palaja | Détails | Le statut officiel du blason reste à déterminer.                          |

| Blason de Palme (La) | Blason  | D'azur à un palmier d'or posé sur une terrasse du même.                                     |
| Blason de Palme (La) | Détails | Armes parlantes. Le statut officiel du blason reste à déterminer. Auteur(s)Charles d'Hozier |
| Blason de Palme (La) | Alias   | De gueules à un pal fuselé d'or et de gueules.                                              |

| Blason de Paraza | Blason  | D'or au pal fuselé d'argent et de sable.                                   |
| Blason de Paraza | Détails | Le statut officiel du blason reste à déterminer. Auteur(s)Charles d'Hozier |

| Blason de Pauligne | Blason  | De sinople à un pal flamboyant d'or.                                       |
| Blason de Pauligne | Détails | Le statut officiel du blason reste à déterminer. Auteur(s)Charles d'Hozier |

| Blason de Payra-sur-l'Hers | Blason  | Parti : au 1er d’azur au cerf saillant d’or, au 2e d’hermine plain. |
| Blason de Payra-sur-l'Hers | Détails | Le statut officiel du blason reste à déterminer.                    |

| Blason de Pécharic-et-le-Py | Blason  | De sable à trois losanges d'argent.                                        |
| Blason de Pécharic-et-le-Py | Détails | Le statut officiel du blason reste à déterminer. Auteur(s)Charles d'Hozier |

| Blason de Pech-Luna | Blason  | D’or à la montagne de sinople chargée de saint Michel du champ, la lance plantée dans la pointe de l’écu, la montagne surmontée d’un croissant d’azur. |
| Blason de Pech-Luna | Détails | Le statut officiel du blason reste à déterminer. |

| Blason de Pennautier | Blason  | D’azur aux deux roses d’or rangées en pal, au bâton de gueules brochant sur le tout, au chef du même chargé de trois bandes aussi d’or.                                             |
| Blason de Pennautier | Détails | * Il y a là non-respect de la règle de contrariété des couleurs : ces armes sont fautives (gueules sur azur, cousu inacceptable.). Le statut officiel du blason reste à déterminer. |

| Blason de Pépieux | Blason  | D'azur à trois pies d'argent.                    |
| Blason de Pépieux | Détails | Le statut officiel du blason reste à déterminer. |

| Blason de Pexiora | Blason  | D’or au mont de sinople sommé d’un créquier du même, au chef d’azur chargé de trois fleurs de lys du champ. |
| Blason de Pexiora | Détails | Le statut officiel du blason reste à déterminer.                                                            |

| Blason de Peyrefitte-du-Razès | Blason  | D'argent à une croix alésée de gueules.                                    |
| Blason de Peyrefitte-du-Razès | Détails | Le statut officiel du blason reste à déterminer. Auteur(s)Charles d'Hozier |

| Blason de Peyrefitte-sur-l'Hers | Blason  | D’or aux quatre fasces bastillées d’azur, au rocher de gueules au sommet duquel est plantée une épée du même brochant sur le tout. |
| Blason de Peyrefitte-sur-l'Hers | Détails | Le statut officiel du blason reste à déterminer.                                                                                   |

| Blason de Peyrens | Blason  | D’or au pal componé de sable et d’argent.        |
| Blason de Peyrens | Détails | Le statut officiel du blason reste à déterminer. |

| Blason de Peyriac-de-Mer | Blason  | De sable à la fleur de lys d'argent.             |
| Blason de Peyriac-de-Mer | Détails | Le statut officiel du blason reste à déterminer. |

| Blason de Peyriac-Minervois | Blason  | D’argent aux trois pierres de sable.             |
| Blason de Peyriac-Minervois | Détails | Le statut officiel du blason reste à déterminer. |

| Blason de Peyrolles | Blason  | D'azur à trois billettes d'argent posées et rangées en barre.              |
| Blason de Peyrolles | Détails | Le statut officiel du blason reste à déterminer. Auteur(s)Charles d'Hozier |

| Blason de Pezens | Blason  | De sinople à trois billettes d'argent posées et rangées en pal.            |
| Blason de Pezens | Détails | Le statut officiel du blason reste à déterminer. Auteur(s)Charles d'Hozier |

| Blason de Pieusse | Blason  | D'argent au lion léopardé de gueules accompagné de trois croissants du même. |
| Blason de Pieusse | Détails | Le statut officiel du blason reste à déterminer.                             |

| Blason de Plaigne | Blason  | D'or aux deux pals de sable et au chef de même.                            |
| Blason de Plaigne | Détails | Le statut officiel du blason reste à déterminer. Auteur(s)Charles d'Hozier |

| Blason de Plavilla | Blason  | D’azur aux trois fasces d’argent et au sautoir de l’un en l’autre. |
| Blason de Plavilla | Détails | Le statut officiel du blason reste à déterminer.                   |

| Blason de Pomarède (La) | Blason  | De gueules aux trois grenades tigées et feuillées de sinople ouvertes du champ. |
| Blason de Pomarède (La) | Détails | Le statut officiel du blason reste à déterminer.                                |

| Blason de Pomas | Blason  | D'argent aux deux fasces de gueules.                                       |
| Blason de Pomas | Détails | Le statut officiel du blason reste à déterminer. Auteur(s)Charles d'Hozier |

| Blason de Pomy | Blason  | D'or à la bordure de sable.                                                |
| Blason de Pomy | Détails | Le statut officiel du blason reste à déterminer. Auteur(s)Charles d'Hozier |

| Blason de Portel-des-Corbières | Blason  | De sinople à une fasce fuselée d'or et de sinople.                         |
| Blason de Portel-des-Corbières | Détails | Le statut officiel du blason reste à déterminer. Auteur(s)Charles d'Hozier |

| Blason de Port-la-Nouvelle | Blason  | Taillé : au 1er d'or à la croix cléchée de gueules, au 2e d'azur à la tour de gueules maçonnée de sable, brochant sur le tout un navire de sinople aux voiles d'argent sur un soleil de gueules[réf. nécessaire]. |
| Blason de Port-la-Nouvelle | Détails | Le statut officiel du blason reste à déterminer. |

| Blason de Pouzols-Minervois | Blason  | D'hermine à un pal fuselé d'or et d'azur.                                  |
| Blason de Pouzols-Minervois | Détails | Le statut officiel du blason reste à déterminer. Auteur(s)Charles d'Hozier |

| Blason de Pradelles-Cabardès | Blason  | De sinople à un annelet d'argent.                                          |
| Blason de Pradelles-Cabardès | Détails | Le statut officiel du blason reste à déterminer. Auteur(s)Charles d'Hozier |

| Blason de Pradelles-en-Val | Blason  | De sable à deux barres d'or.                                               |
| Blason de Pradelles-en-Val | Détails | Le statut officiel du blason reste à déterminer. Auteur(s)Charles d'Hozier |

| Blason de Preixan | Blason  | D'argent à deux bandes de sinople et un chef de même.                      |
| Blason de Preixan | Détails | Le statut officiel du blason reste à déterminer. Auteur(s)Charles d'Hozier |

| Blason de Puginier | Blason  | Parti d'azur et d'argent.                                                  |
| Blason de Puginier | Détails | Le statut officiel du blason reste à déterminer. Auteur(s)Charles d'Hozier |

| Blason de Puichéric | Blason  | Écartelé : aux 1er et 4e d’azur au lion d'or couronné, armé et lampassé de gueules, au chef aussi de gueules* chargé de trois étoiles d’or, aux 2e et 3e d’or, à trois aiglettes de sable. |
| Blason de Puichéric | Détails | * Il y a là non-respect de la règle de contrariété des couleurs : ces armes sont fautives (gueules sur azur, cousu inacceptable.). Le statut officiel du blason reste à déterminer.        |

| Blason de Puivert | Blason  | D'argent aux six mouchetures d'hermine ordonnées 3, 2 et 1. |
| Blason de Puivert | Détails | Le statut officiel du blason reste à déterminer.            |

Pas d'information pour les communes suivantes : Paziols
- Haut – A
- B
- C
- D
- E
- F
- G
- H
- I
- J
- K
- L
- M
- N
- O
- P
- Q
- R
- S
- T
- U
- V
- W
- X
- Y
- Z

## Q
| Blason de Quillan | Blason  | D'azur au besant d'or accompagné de trois quilles du même.        |
| Blason de Quillan | Détails | Armes parlantes. Le statut officiel du blason reste à déterminer. |

| Blason de Quintillan | Blason  | D’argent au sanglier de sable, mantelé ployé de sinople aux deux pampres affrontés d’or. |
| Blason de Quintillan | Détails | Le statut officiel du blason reste à déterminer.                                         |

| Blason de Quirbajou | Blason  | Cinq points d'azur équipolés à quatre d'or.                                |
| Blason de Quirbajou | Détails | Le statut officiel du blason reste à déterminer. Auteur(s)Charles d'Hozier |

## R
| Blason de Raissac-d'Aude | Blason  | D'or au pal fuselé d'or et de sable.                                       |
| Blason de Raissac-d'Aude | Détails | Le statut officiel du blason reste à déterminer. Auteur(s)Charles d'Hozier |

| Blason de Raissac-sur-Lampy | Blason  | De gueules embrassé à dextre d'or.                                         |
| Blason de Raissac-sur-Lampy | Détails | Le statut officiel du blason reste à déterminer. Auteur(s)Charles d'Hozier |

| Blason de Redorte (La) | Blason  | D'azur à trois redortes d'or en pal.                              |
| Blason de Redorte (La) | Détails | Armes parlantes. Le statut officiel du blason reste à déterminer. |

| Blason de Rennes-le-Château | Blason  | D'azur à la bordure d'or.                                                  |
| Blason de Rennes-le-Château | Détails | Le statut officiel du blason reste à déterminer. Auteur(s)Charles d'Hozier |

| Blason de Rennes-les-Bains | Blason  | De gueules à la croix alésée d'or.                                         |
| Blason de Rennes-les-Bains | Détails | Le statut officiel du blason reste à déterminer. Auteur(s)Charles d'Hozier |

| Blason de Ribaute | Blason  | De gueules aux trois fasces d’argent.            |
| Blason de Ribaute | Détails | Le statut officiel du blason reste à déterminer. |

| Blason de Ribouisse | Blason  | Écartelé : d'or et de sable, à la croix brochant de l'un en l'autre.       |
| Blason de Ribouisse | Détails | Le statut officiel du blason reste à déterminer. Auteur(s)Charles d'Hozier |

| Blason de Ricaud | Blason  | D'argent à trois billettes couchées de sable rangées en fasce.             |
| Blason de Ricaud | Détails | Le statut officiel du blason reste à déterminer. Auteur(s)Charles d'Hozier |

| Blason de Rieux-en-Val | Blason  | De sinople à un croissant d'argent.                                        |
| Blason de Rieux-en-Val | Détails | Le statut officiel du blason reste à déterminer. Auteur(s)Charles d'Hozier |

| Blason de Rieux-Minervois | Blason  | Écartelé : au 1er d'argent aux trois fasces de gueules, au 2e d'azur à deux lions affrontés d'or, au 3e de gueules à deux lions léopardés aussi d'or, au 4e parti au I d'azur à la fasce d'or et au II d'argent à la bande d'azur accompagnée de six roses de gueules en orle, trois en chef et trois en pointe, sur le tout d'or à un lys de jardin de gueules. |
| Blason de Rieux-Minervois | Détails | Le statut officiel du blason reste à déterminer. Auteur(s)Charles d'Hozier |
| Blason de Rieux-Minervois | Alias   | De sable à un pal fuselé d'argent et d'azur. |

| Blason de Rivel | Blason  | Tiercé en pairle renversé: au 1 d'azur au clocher de l'église du lieu [église Sainte-Cécile], d'or, ajourée du champ et campanée de sable, au 2 d'argent à un sapin coupé de sinople et fûté de tenné, au 3 de gueules à la burelle ondée d'argent abaissée, surmontée d'une croix cléchée, vidée et pommetée de douze pièces d'or |
| Blason de Rivel | Détails | Blason sur la page Facebook de la commune, 2025. Auteur(s)J-F Binon |

| Blason de Rodome | Blason  | D'or à l'hamaïde de sable.                                                 |
| Blason de Rodome | Détails | Le statut officiel du blason reste à déterminer. Auteur(s)Charles d'Hozier |

| Blason de Roquecourbe-Minervois | Blason  | De vair à un chef fuselé d'or et de gueules.                               |
| Blason de Roquecourbe-Minervois | Détails | Le statut officiel du blason reste à déterminer. Auteur(s)Charles d'Hozier |

| Blason de Roquefère | Blason  | De sable aux deux pals d'or.                                               |
| Blason de Roquefère | Détails | Le statut officiel du blason reste à déterminer. Auteur(s)Charles d'Hozier |

| Blason de Roquefeuil | Blason  | De sinople aux trois billettes d'or rangées en pal,.                                                                                         |
| Blason de Roquefeuil | Détails | Le statut officiel du blason reste à déterminer. Auteur(s)Charles d'Hozier                                                                   |
| Blason de Roquefeuil | Alias   | Écartelé : de gueules et de gueules par deux traits d'or en croix, à douze cordelières du même en forme de trèfle, trois dans chaque canton. |

| Blason de Roquefort-de-Sault | Blason  | D'azur à la barre componée d'argent et de gueules.                         |
| Blason de Roquefort-de-Sault | Détails | Le statut officiel du blason reste à déterminer. Auteur(s)Charles d'Hozier |

| Blason de Roquefort-des-Corbières | Blason  | D'azur au pal fuselé d'or et d'azur.                                       |
| Blason de Roquefort-des-Corbières | Détails | Le statut officiel du blason reste à déterminer. Auteur(s)Charles d'Hozier |

| Blason de Roquetaillade | Blason  | Parti d'or et de gueules au roc d'échiquier brochant de l'un en l'autre.                                      |
| Blason de Roquetaillade | Détails | Armes parlantes. (roc d’échiquier) Le statut officiel du blason reste à déterminer. Auteur(s)Charles d'Hozier |

| Blason de Roubia | Blason  | D'azur au pal fuselé d'argent et de gueules.                               |
| Blason de Roubia | Détails | Le statut officiel du blason reste à déterminer. Auteur(s)Charles d'Hozier |

| Blason de Rouffiac-d'Aude | Blason  | D'or à un pairle de gueules.                                               |
| Blason de Rouffiac-d'Aude | Détails | Le statut officiel du blason reste à déterminer. Auteur(s)Charles d'Hozier |

| Blason de Rouffiac-des-Corbières | Blason  | De sable au chevron d'argent.                    |
| Blason de Rouffiac-des-Corbières | Détails | Le statut officiel du blason reste à déterminer. |

| Blason de Roullens | Blason  | D'or chaussé de gueules.                                                   |
| Blason de Roullens | Détails | Le statut officiel du blason reste à déterminer. Auteur(s)Charles d'Hozier |

| Blason de Routier | Blason  | D'argent au lion léopardé de gueules accompagné de trois croissants du même. |
| Blason de Routier | Détails | Le statut officiel du blason reste à déterminer.                             |

| Blason de Rouvenac | Blason  | Palé et contre-palé d'argent et d'azur de quatre pièces.                   |
| Blason de Rouvenac | Détails | Le statut officiel du blason reste à déterminer. Auteur(s)Charles d'Hozier |

| Blason de Rustiques | Blason  | D'argent à la lettre R capitale d'azur.                                    |
| Blason de Rustiques | Détails | Le statut officiel du blason reste à déterminer. Auteur(s)Charles d'Hozier |

- Haut – A
- B
- C
- D
- E
- F
- G
- H
- I
- J
- K
- L
- M
- N
- O
- P
- Q
- R
- S
- T
- U
- V
- W
- X
- Y
- Z

## S
| Blason de Saint-André-de-Roquelongue | Blason  | D’argent au sautoir ancré de gueules, à l’écusson d’or chargé d’une croix cléchée et pommetée de douze pièces aussi de gueules, brochant sur le tout. |
| Blason de Saint-André-de-Roquelongue | Détails | Le statut officiel du blason reste à déterminer. |

| Blason de Saint-Benoît | Blason  | De gueules à trois bandes d'argent et un chef du même.                     |
| Blason de Saint-Benoît | Détails | Le statut officiel du blason reste à déterminer. Auteur(s)Charles d'Hozier |

| Blason de Saint-Couat-d'Aude | Blason  | D'or à trois pals d'azur.                                                  |
| Blason de Saint-Couat-d'Aude | Détails | Le statut officiel du blason reste à déterminer. Auteur(s)Charles d'Hozier |

| Blason de Saint-Couat-du-Razès | Blason  | Écartelé en sautoir de gueules et d'argent.                                |
| Blason de Saint-Couat-du-Razès | Détails | Le statut officiel du blason reste à déterminer. Auteur(s)Charles d'Hozier |

| Blason de Saint-Denis | Blason  | D'or chaussé de sable.                                                     |
| Blason de Saint-Denis | Détails | Le statut officiel du blason reste à déterminer. Auteur(s)Charles d'Hozier |

| Blason de Saint-Ferriol | Blason  | De gueules aux cinq besants d'argent ordonnés 3 et 2.                      |
| Blason de Saint-Ferriol | Détails | Le statut officiel du blason reste à déterminer. Auteur(s)Charles d'Hozier |

| Blason de Saint-Frichoux | Blason  | De gueules à deux clés d'or passées en sautoir, les pannetons affrontés. |
| Blason de Saint-Frichoux | Détails | Création M. Dudot. Adopté le 18 février 1997.                            |

| Blason de Saint-Gaudéric | Blason  | D’azur aux deux clés d’or passées en sautoir, cantonnées de quatre larmes d’argent. |
| Blason de Saint-Gaudéric | Détails | Le statut officiel du blason reste à déterminer.                                    |

| Blason de Saint-Hilaire | Blason  | Gironné de gueules et d'or.                                                |
| Blason de Saint-Hilaire | Détails | Le statut officiel du blason reste à déterminer. Auteur(s)Charles d'Hozier |

| Blason de Saint-Jean-de-Barrou | Blason  | D’argent à l’aigle de gueules soutenue d’une trangle ondée d’azur. |
| Blason de Saint-Jean-de-Barrou | Détails | Le statut officiel du blason reste à déterminer.                   |

| Blason de Saint-Julia-de-Bec | Blason  | Parti de sinople et d'argent, à la bande brochant de l'un en l'autre.      |
| Blason de Saint-Julia-de-Bec | Détails | Le statut officiel du blason reste à déterminer. Auteur(s)Charles d'Hozier |

| Blason de Saint-Julien-de-Briola | Blason  | D'or à deux barres de sable, et au chef du même.                           |
| Blason de Saint-Julien-de-Briola | Détails | Le statut officiel du blason reste à déterminer. Auteur(s)Charles d'Hozier |

| Blason de Saint-Just-de-Bélengard | Blason  | De sable à trois losanges d'or.                                            |
| Blason de Saint-Just-de-Bélengard | Détails | Le statut officiel du blason reste à déterminer. Auteur(s)Charles d'Hozier |

| Blason de Saint-Just-et-le-Bézu | Blason  | D'argent palissé de deux pièces et une demie de sable.                     |
| Blason de Saint-Just-et-le-Bézu | Détails | Le statut officiel du blason reste à déterminer. Auteur(s)Charles d'Hozier |

| Blason de Saint-Laurent-de-la-Cabrerisse | Blason  | D'or au pal fuselé de gueules et d'argent.                                 |
| Blason de Saint-Laurent-de-la-Cabrerisse | Détails | Le statut officiel du blason reste à déterminer. Auteur(s)Charles d'Hozier |

| Blason de Saint-Louis-et-Parahou | Blason  | De sable aux trois fasces d'argent et aux deux pals d'azur brochant sur les fasces. |
| Blason de Saint-Louis-et-Parahou | Détails | Le statut officiel du blason reste à déterminer. Auteur(s)Charles d'Hozier          |

| Blason de Saint-Marcel-sur-Aude | Blason  | De sinople au pal fuselé d'or et de gueules.                               |
| Blason de Saint-Marcel-sur-Aude | Détails | Le statut officiel du blason reste à déterminer. Auteur(s)Charles d'Hozier |

| Blason de Saint-Martin-de-Villereglan | Blason  | De sinople à une jumelle d'or.                                             |
| Blason de Saint-Martin-de-Villereglan | Détails | Le statut officiel du blason reste à déterminer. Auteur(s)Charles d'Hozier |

| Blason de Saint-Martin-des-Puits | Blason  | Coupé ondé : au 1er parti au I d'azur à l'épée renversée d'argent brochant sur un manteau d'or, au II de sinople au puits d'argent, au 2e de gueules à la croix vidée, cléchée et pommetée de douze pièces d'or. |
| Blason de Saint-Martin-des-Puits | Détails | Armes parlantes. (puits) adoptée en 2019. Auteur(s)J-F Binon. |

| Blason de Saint-Martin-Lalande | Blason  | De gueules à un pal flamboyant d'argent.                                   |
| Blason de Saint-Martin-Lalande | Détails | Le statut officiel du blason reste à déterminer. Auteur(s)Charles d'Hozier |

| Blason de Saint-Martin-le-Vieil | Blason  | Fascé d'azur et d'argent de quatre pièces.                                 |
| Blason de Saint-Martin-le-Vieil | Détails | Le statut officiel du blason reste à déterminer. Auteur(s)Charles d'Hozier |

| Blason de Saint-Michel-de-Lanès | Blason  | Écartelé : d'argent et de gueules.                                         |
| Blason de Saint-Michel-de-Lanès | Détails | Le statut officiel du blason reste à déterminer. Auteur(s)Charles d'Hozier |

| Blason de Saint-Nazaire-d'Aude | Blason  | De sable à une fasce fuselée d'argent et de sable.                         |
| Blason de Saint-Nazaire-d'Aude | Détails | Le statut officiel du blason reste à déterminer. Auteur(s)Charles d'Hozier |

| Blason de Saint-Papoul | Blason  | D’azur à saint Papoul habillé en diacre, tenant de sa main dextre une palme et de sa senestre le crâne de la tête, le tout d'or. |
| Blason de Saint-Papoul | Détails | Le statut officiel du blason reste à déterminer.                                                                                 |

| Blason de Saint-Paulet | Blason  | Coupé de gueules et d'azur.                                                |
| Blason de Saint-Paulet | Détails | Le statut officiel du blason reste à déterminer. Auteur(s)Charles d'Hozier |

| Blason de Saint-Pierre-des-Champs | Blason  | De gueules au pal fuselé d'or et de sinople.                               |
| Blason de Saint-Pierre-des-Champs | Détails | Le statut officiel du blason reste à déterminer. Auteur(s)Charles d'Hozier |

| Blason de Saint-Polycarpe | Blason  | D'or à une anille de sable.                                                |
| Blason de Saint-Polycarpe | Détails | Le statut officiel du blason reste à déterminer. Auteur(s)Charles d'Hozier |

| Blason de Saint-Sernin | Blason  | D’or au pal alésé de sable surmonté d’un croissant soudé d’argent, au sautoir alésé de gueules brochant sur le tout. |
| Blason de Saint-Sernin | Détails | Le statut officiel du blason reste à déterminer.                                                                     |

| Blason de Sainte-Colombe-sur-Guette | Blason  | D’azur à la colombe d’argent posée sur une montagne du même d’où s’écoule l’eau d’une source de gueules. |
| Blason de Sainte-Colombe-sur-Guette | Détails | Armes parlantes. (colombe) Le statut officiel du blason reste à déterminer.                              |

| Blason de Sainte-Eulalie | Blason  | De sable à la barre d’argent.                    |
| Blason de Sainte-Eulalie | Détails | Le statut officiel du blason reste à déterminer. |

| Blason de Sainte-Valière | Blason  | D'hermine à une fasce fuselée d'or et de gueules.                          |
| Blason de Sainte-Valière | Détails | Le statut officiel du blason reste à déterminer. Auteur(s)Charles d'Hozier |

| Blason de Saissac | Blason  | D'azur à une tour d'argent maçonnée de sable.                              |
| Blason de Saissac | Détails | Le statut officiel du blason reste à déterminer. Auteur(s)Charles d'Hozier |

| Blason de Sallèles-Cabardès | Blason  | Fascé d'or et de gueules de six pièces.                                    |
| Blason de Sallèles-Cabardès | Détails | Le statut officiel du blason reste à déterminer. Auteur(s)Charles d'Hozier |

| Blason de Sallèles-d'Aude | Blason  | Écartelé : au 1er d'azur à un chevron d'or accompagné de trois roses d'argent, au 2e de gueules à une croix cléchée, vidée et pommetée de douze pièces d'or, au 3e d'argent au lion de gueules, au 4e tiercé en fasce : au I d'or à un lion naissant de sable, armé et lampassé de gueules, au II d'or à trois trèfles de sinople, au III de gueules à une bande d'or. |
| Blason de Sallèles-d'Aude | Détails | Le statut officiel du blason reste à déterminer. |

| Blason de Salles-d'Aude | Blason  | D'azur à une fasce fuselée d'argent et de sable.                           |
| Blason de Salles-d'Aude | Détails | Le statut officiel du blason reste à déterminer. Auteur(s)Charles d'Hozier |

| Blason de Salles-sur-l'Hers | Blason  | De gueules au cœur d'argent, au chef d'azur* au croissant d'or accompagné de deux étoiles du même. |
| Blason de Salles-sur-l'Hers | Détails | * Il y a là non-respect de la règle de contrariété des couleurs : ces armes sont fautives (azur sur gueules, cousu inacceptable.). Le statut officiel du blason reste à déterminer. Auteur(s)Charles d'Hozier |

| Blason de Salsigne | Blason  | De sinople à une macle d'argent.                                           |
| Blason de Salsigne | Détails | Le statut officiel du blason reste à déterminer. Auteur(s)Charles d'Hozier |

| Blason de Salvezines | Blason  | D’azur à l’agneau pascal regardant d’argent tenant une bannière du même chargée d’une croisette de gueules, chapé d’argent aux deux maillets de gueules. |
| Blason de Salvezines | Détails | Le statut officiel du blason reste à déterminer. |

| Blason de Salza | Blason  | De vair à un chef fuselé d'argent et de sinople.                           |
| Blason de Salza | Détails | Le statut officiel du blason reste à déterminer. Auteur(s)Charles d'Hozier |

| Blason de Seignalens | Blason  | Parti de sinople et d'or.                                                  |
| Blason de Seignalens | Détails | Le statut officiel du blason reste à déterminer. Auteur(s)Charles d'Hozier |

| Blason de Serpent (La) | Blason  | D'azur à la fasce componée d'argent et de gueules.                         |
| Blason de Serpent (La) | Détails | Le statut officiel du blason reste à déterminer. Auteur(s)Charles d'Hozier |

| Blason de Serres | Blason  | D'argent à la bande de sinople côtoyée de deux cotices du même.            |
| Blason de Serres | Détails | Le statut officiel du blason reste à déterminer. Auteur(s)Charles d'Hozier |

| Blason de Serviès-en-Val | Blason  | D'argent à une fasce de sinople.                                           |
| Blason de Serviès-en-Val | Détails | Le statut officiel du blason reste à déterminer. Auteur(s)Charles d'Hozier |

| Blason de Sigean | Blason  | D'argent à une fasce de gueules, accompagnée en pointe d'un arbre de sinople posé sur une terre mouvante du bas de l'écu. |
| Blason de Sigean | Détails | Le statut officiel du blason reste à déterminer.                                                                          |

| Blason de Sougraigne | Blason  | De sinople aux trois billettes d'or posées et rangées en bande.            |
| Blason de Sougraigne | Détails | Le statut officiel du blason reste à déterminer. Auteur(s)Charles d'Hozier |

| Blason de Souilhe | Blason  | Taillé de gueules et d'or.                                                 |
| Blason de Souilhe | Détails | Le statut officiel du blason reste à déterminer. Auteur(s)Charles d'Hozier |

| Blason de Soulatgé | Blason  | Parti : au 1er de gueules besanté d'argent, au 2e de gueules au chevron d'argent accompagné en chef de deux gerbes de blé d'or et en pointe d'un faucon d'argent posé sur un rocher du même mouvant de la pointe, le tout sommé d'un chef d'or plain. Devise / CriSolatge es solide (« Soulatgé est solide ») |
| Blason de Soulatgé | Détails | Création de Raphaël Lépineux avec l'aide de Gauthier Langlois, adoptée en 2021. |

| Blason de Soupex | Blason  | D'argent coupé de sable, chapé, chaussé de l'un en l'autre.                |
| Blason de Soupex | Détails | Le statut officiel du blason reste à déterminer. Auteur(s)Charles d'Hozier |

Pas d'information pour les communes suivantes : Saint-Amans (Aude) , Saint-Jean-de-Paracol, Saint-Martin-Lys, Sainte-Camelle, Sainte-Colombe-sur-l'Hers, Sonnac-sur-l'Hers, Souilhanels
- Haut – A
- B
- C
- D
- E
- F
- G
- H
- I
- J
- K
- L
- M
- N
- O
- P
- Q
- R
- S
- T
- U
- V
- W
- X
- Y
- Z

## T
| Blason de Talairan | Blason  | Écartelé : au 1er et 4e de gueules plain, au 2e d'argent au lion de gueules, au 3e d'or bordé de gueules. |
| Blason de Talairan | Détails | Le statut officiel du blason reste à déterminer.                                                          |

| Blason de Taurize | Blason  | Gironné de gueules et d'argent.                                            |
| Blason de Taurize | Détails | Le statut officiel du blason reste à déterminer. Auteur(s)Charles d'Hozier |

| Blason de Termes | Blason  | D'azur à un pal fuselé d'argent et de sable.                               |
| Blason de Termes | Détails | Le statut officiel du blason reste à déterminer. Auteur(s)Charles d'Hozier |

| Blason de Terroles | Blason  | Parti de gueules et d'argent, à une bande de l'un en l'autre.              |
| Blason de Terroles | Détails | Le statut officiel du blason reste à déterminer. Auteur(s)Charles d'Hozier |

| Blason de Thézan-des-Corbières | Blason  | Écartelé : d’or et de gueules.                   |
| Blason de Thézan-des-Corbières | Détails | Le statut officiel du blason reste à déterminer. |

| Blason de Tourette-Cabardès (La) | Blason  | Écartelé : d'azur et d'argent.                                             |
| Blason de Tourette-Cabardès (La) | Détails | Le statut officiel du blason reste à déterminer. Auteur(s)Charles d'Hozier |

| Blason de Tournissan | Blason  | Palé d’azur et d’argent de quatre pièces.        |
| Blason de Tournissan | Détails | Le statut officiel du blason reste à déterminer. |

| Blason de Tourouzelle | Blason  | De sinople à un pal fuselé d'or et de sinople.                             |
| Blason de Tourouzelle | Détails | Le statut officiel du blason reste à déterminer. Auteur(s)Charles d'Hozier |

| Blason de Tourreilles | Blason  | D'azur à trois billettes couchées d'argent rangées en fasce.               |
| Blason de Tourreilles | Détails | Le statut officiel du blason reste à déterminer. Auteur(s)Charles d'Hozier |

| Blason de Trassanel | Blason  | Palé d'azur et d'argent de quatre pièces.                                  |
| Blason de Trassanel | Détails | Le statut officiel du blason reste à déterminer. Auteur(s)Charles d'Hozier |

| Blason de Trausse | Blason  | D'hermine à un chef fuselé d'argent et de sinople.                         |
| Blason de Trausse | Détails | Le statut officiel du blason reste à déterminer. Auteur(s)Charles d'Hozier |

| Blason de Trèbes | Blason  | D'argent à trois lettres B majuscules d'azur, au chef d'azur également, chargé de trois fleurs de lys d'or. |
| Blason de Trèbes | Détails | Le statut officiel du blason reste à déterminer. Auteur(s)Charles d'Hozier                                  |

| Blason de Treilles | Blason  | Coupé, d'azur à une colonne d'argent soutenue de deux lions affrontés d'or et de gueules au chevron d'argent. |
| Blason de Treilles | Détails | Le statut officiel du blason reste à déterminer.                                                              |

| Blason de Tréville | Blason  | De gueules à trois roses d'argent.                                         |
| Blason de Tréville | Détails | Le statut officiel du blason reste à déterminer. Auteur(s)Charles d'Hozier |

| Blason de Tréziers | Blason  | Cinq points d'argent équipolés à quatre de gueules.                        |
| Blason de Tréziers | Détails | Le statut officiel du blason reste à déterminer. Auteur(s)Charles d'Hozier |

| Blason de Tuchan | Blason  | D'azur à une montagne d'or chargée d'une hure contournée de sable, au chef d'or chargé d'un T capital accosté de deux étoiles, le tout de gueules. |
| Blason de Tuchan | Détails | Le statut officiel du blason reste à déterminer.                                                                                                   |

- Haut – A
- B
- C
- D
- E
- F
- G
- H
- I
- J
- K
- L
- M
- N
- O
- P
- Q
- R
- S
- T
- U
- V
- W
- X
- Y
- Z

## V
| Blason de Valmigère | Blason  | De vair à un chef fuselé d'argent et de gueules.                           |
| Blason de Valmigère | Détails | Le statut officiel du blason reste à déterminer. Auteur(s)Charles d'Hozier |

| Blason de Ventenac-Cabardès | Blason  | D'argent à la croix de sable.                                              |
| Blason de Ventenac-Cabardès | Détails | Le statut officiel du blason reste à déterminer. Auteur(s)Charles d'Hozier |

| Blason de Ventenac-en-Minervois | Blason  | De gueules à une fasce fuselée d'or et de sable.                           |
| Blason de Ventenac-en-Minervois | Détails | Le statut officiel du blason reste à déterminer. Auteur(s)Charles d'Hozier |

| Blason de Verdun-en-Lauragais | Blason  | D'argent à trois fusées de gueules posées en fasce.                        |
| Blason de Verdun-en-Lauragais | Détails | Le statut officiel du blason reste à déterminer. Auteur(s)Charles d'Hozier |

| Blason de Verzeille | Blason  | D'argent au chef-pal de gueules.                                           |
| Blason de Verzeille | Détails | Le statut officiel du blason reste à déterminer. Auteur(s)Charles d'Hozier |

| Blason de Vignevieille | Blason  | De gueules à un pal fuselé d'argent et d'azur.                             |
| Blason de Vignevieille | Détails | Le statut officiel du blason reste à déterminer. Auteur(s)Charles d'Hozier |

| Blason de Villalier | Blason  | D'argent à deux barres de sable et un chef du même.                        |
| Blason de Villalier | Détails | Le statut officiel du blason reste à déterminer. Auteur(s)Charles d'Hozier |

| Blason de Villanière | Blason  | De sable à un pal ondé d'or.                                               |
| Blason de Villanière | Détails | Le statut officiel du blason reste à déterminer. Auteur(s)Charles d'Hozier |

| Blason de Villardebelle | Blason  | De gueules au pal bretessé d'or.                                           |
| Blason de Villardebelle | Détails | Le statut officiel du blason reste à déterminer. Auteur(s)Charles d'Hozier |

| Blason de Villar-Saint-Anselme | Blason  | D'azur au chevron d'or chargé de trois fleurs de lys de jardin de gueules, accompagné de trois rocs d'échiquier aussi d'or[réf. nécessaire]. |
| Blason de Villar-Saint-Anselme | Détails | Le statut officiel du blason reste à déterminer.                                                                                             |

| Blason de Villardonnel | Blason  | D'argent à la lettre V capitale de gueules.                                |
| Blason de Villardonnel | Détails | Le statut officiel du blason reste à déterminer. Auteur(s)Charles d'Hozier |

| Blason de Villar-en-Val | Blason  | De sinople à un besant d'or.                                               |
| Blason de Villar-en-Val | Détails | Le statut officiel du blason reste à déterminer. Auteur(s)Charles d'Hozier |

| Blason de Villarzel-Cabardès | Blason  | Fascé d'or et de sinople de six pièces.                                    |
| Blason de Villarzel-Cabardès | Détails | Le statut officiel du blason reste à déterminer. Auteur(s)Charles d'Hozier |

| Blason de Villarzel-du-Razès | Blason  | De sinople à une tierce d'argent.                                          |
| Blason de Villarzel-du-Razès | Détails | Le statut officiel du blason reste à déterminer. Auteur(s)Charles d'Hozier |

| Blason de Villasavary | Blason  | D'azur à un chevron d'argent, et un chef du même.                          |
| Blason de Villasavary | Détails | Le statut officiel du blason reste à déterminer. Auteur(s)Charles d'Hozier |

| Blason de Villautou | Blason  | Tranché émanché d'or et de gueules.                                        |
| Blason de Villautou | Détails | Le statut officiel du blason reste à déterminer. Auteur(s)Charles d'Hozier |

| Blason de Villebazy | Blason  | De gueules chapé d'argent.                                                 |
| Blason de Villebazy | Détails | Le statut officiel du blason reste à déterminer. Auteur(s)Charles d'Hozier |

| Blason de Villedaigne | Blason  | D'argent à un pal fuselé d'or et de gueules.                               |
| Blason de Villedaigne | Détails | Le statut officiel du blason reste à déterminer. Auteur(s)Charles d'Hozier |

| Blason de Villedubert | Blason  | De gueules à une bande componée d'or et d'azur.                            |
| Blason de Villedubert | Détails | Le statut officiel du blason reste à déterminer. Auteur(s)Charles d'Hozier |

| Blason de Villefloure | Blason  | D'azur au chef-barre d'argent.                                             |
| Blason de Villefloure | Détails | Le statut officiel du blason reste à déterminer. Auteur(s)Charles d'Hozier |

| Blason de Villefort | Blason  | De gueules à la larme d’argent.                  |
| Blason de Villefort | Détails | Le statut officiel du blason reste à déterminer. |

| Blason de Villegailhenc | Blason  | D'azur à une rose d'argent et une cotice de gueules brochante sur le tout, au chef bandé d'argent et d'azur de six pièces. |
| Blason de Villegailhenc | Détails | Le statut officiel du blason reste à déterminer. Auteur(s)Charles d'Hozier                                                 |

| Blason de Villegly | Blason  | De sable au chef d'or.                                                     |
| Blason de Villegly | Détails | Le statut officiel du blason reste à déterminer. Auteur(s)Charles d'Hozier |

| Blason de Villelongue-d'Aude | Blason  | D'azur à trois aigles au vol abaissé d'argent.   |
| Blason de Villelongue-d'Aude | Détails | Le statut officiel du blason reste à déterminer. |

| Blason de Villemagne | Blason  | De sinople à trois losanges d'or.                                          |
| Blason de Villemagne | Détails | Le statut officiel du blason reste à déterminer. Auteur(s)Charles d'Hozier |

| Blason de Villemoustaussou | Blason  | De sinople à la lettre V capitale d'or.                                    |
| Blason de Villemoustaussou | Détails | Le statut officiel du blason reste à déterminer. Auteur(s)Charles d'Hozier |

| Blason de Villeneuve-la-Comptal | Blason  | De sinople à un écusson d'argent.                                          |
| Blason de Villeneuve-la-Comptal | Détails | Le statut officiel du blason reste à déterminer. Auteur(s)Charles d'Hozier |

| Blason de Villeneuve-les-Corbières | Blason  | De gueules à une barre à roue d'or, au chef cousu de France[réf. nécessaire]. |
| Blason de Villeneuve-les-Corbières | Détails | Le statut officiel du blason reste à déterminer.                              |

| Blason de Villeneuve-lès-Montréal | Blason  | D'or à deux barres d'azur.                                                 |
| Blason de Villeneuve-lès-Montréal | Détails | Le statut officiel du blason reste à déterminer. Auteur(s)Charles d'Hozier |

| Blason de Villeneuve-Minervois | Blason  | De vair au chef fuselé d'or et d'azur.                                     |
| Blason de Villeneuve-Minervois | Détails | Le statut officiel du blason reste à déterminer. Auteur(s)Charles d'Hozier |

| Blason de Villepinte | Blason  | De gueules au peigne d’or posé en fasce.                                   |
| Blason de Villepinte | Détails | Le statut officiel du blason reste à déterminer. Auteur(s)Charles d'Hozier |

| Blason de Villerouge-Termenès | Blason  | De gueules à la mitre d’or senestrée d’une crosse abbatiale du même. |
| Blason de Villerouge-Termenès | Détails | Le statut officiel du blason reste à déterminer.                     |

| Blason de Villesèque-des-Corbières | Blason  | D’azur aux trois tours d’or surmontées d’un lambel du même. |
| Blason de Villesèque-des-Corbières | Détails | Le statut officiel du blason reste à déterminer.            |

| Blason de Villesèquelande | Blason  | D'argent à l'étoile de sinople.                                            |
| Blason de Villesèquelande | Détails | Le statut officiel du blason reste à déterminer. Auteur(s)Charles d'Hozier |

| Blason de Villespy | Blason  | De gueules à la bande d'or.                      |
| Blason de Villespy | Détails | Le statut officiel du blason reste à déterminer. |

| Blason de Villetritouls | Blason  | Bandé de gueules et d'or de quatre pièces.                                 |
| Blason de Villetritouls | Détails | Le statut officiel du blason reste à déterminer. Auteur(s)Charles d'Hozier |

| Blason de Vinassan | Blason  | D'azur à une fasce fuselée d'argent et d'azur.                             |
| Blason de Vinassan | Détails | Le statut officiel du blason reste à déterminer. Auteur(s)Charles d'Hozier |

Pas d'information pour les communes suivantes : Véraza (Aude) , Villesiscle
- Haut – A
- B
- C
- D
- E
- F
- G
- H
- I
- J
- K
- L
- M
- N
- O
- P
- Q
- R
- S
- T
- U
- V
- W
- X
- Y
- Z